# برات آند ويتني آر-985 واسب جونيور
برات آند ويتني واسب جونيور هي فئة محركات طائرات شعاعية تُبرد بالهواء ومكونة من 9 أسطوانات، صُنعت بواسطة شركة برات آند ويتني من ثلاثينيات القرن العشرين إلى الخمسينيات من نفس القرن.
بلغت سعة هذه المحركات 985 بوصة مكعبة (16 لتراً)، وبلغت قدرة الطرازات الأولى منها: 300 حصاناً (220 كيلو وات)، بينما بلغت قدرة الطرازات الأكثر انتشاراً: 450 حصاناً (340 كيلو وات).
شغلت محركات واسب جونيور العديد من الطائرات المدنية والعسكرية الصغيرة، بما في ذلك طائرات النقل و طائرات المنفعة و طائرات التدريب، و الطائرات الزراعية والمروحيات.
صُنع أكثر من 39000 محركاً من هذه المحركات، ومازال بعضها يعمل حتى اليوم.

## التصميم والتطوير

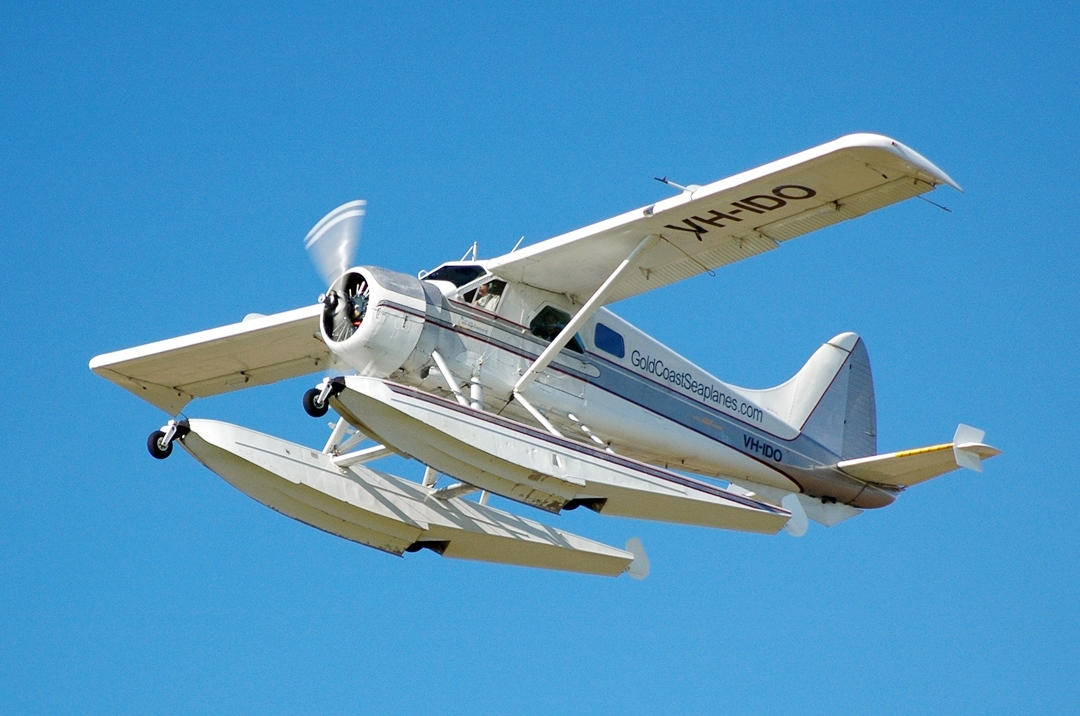
دي هافيلاند كندا دي إتش سي-2 بيفير

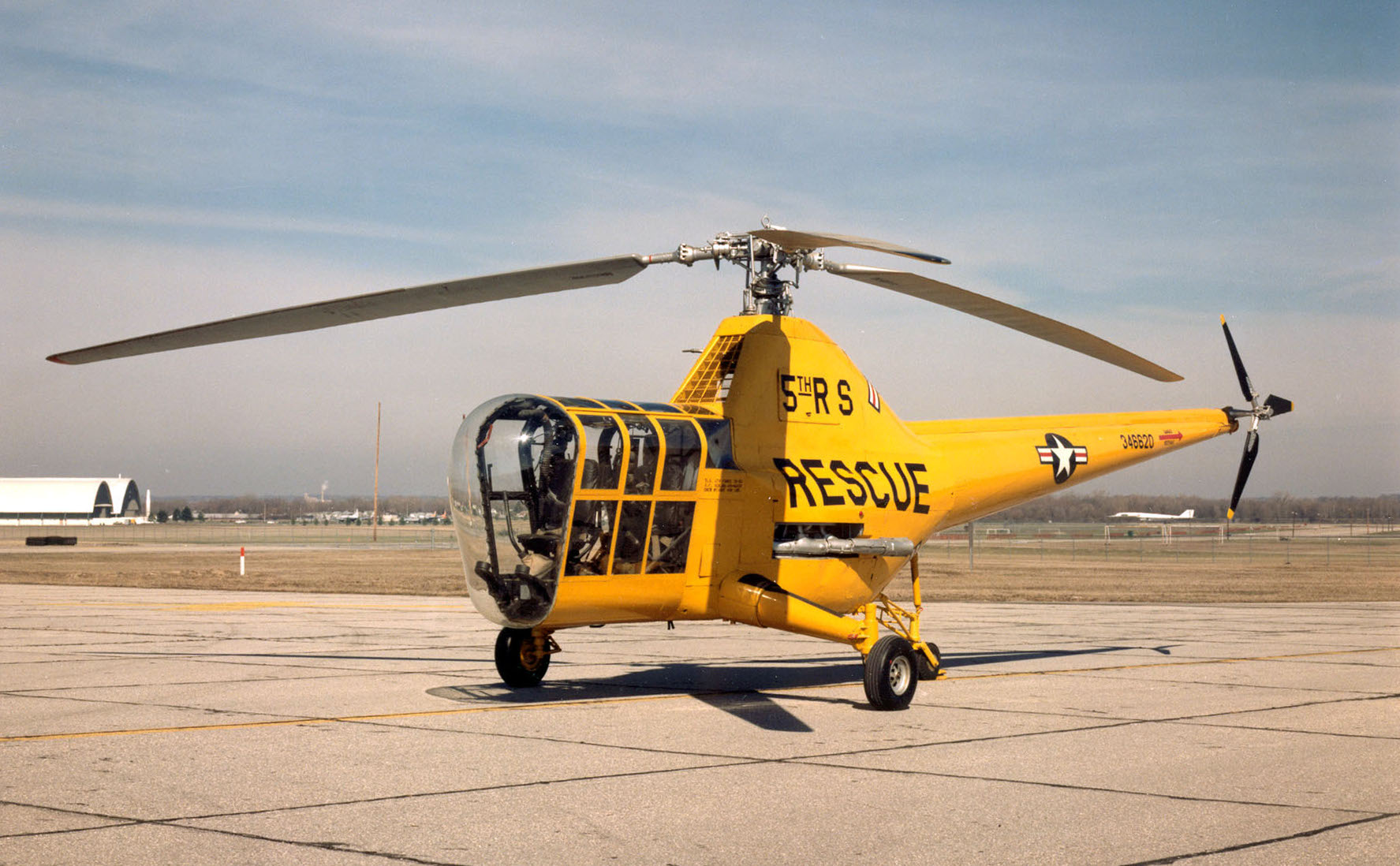
سيكورسكي إتش-5

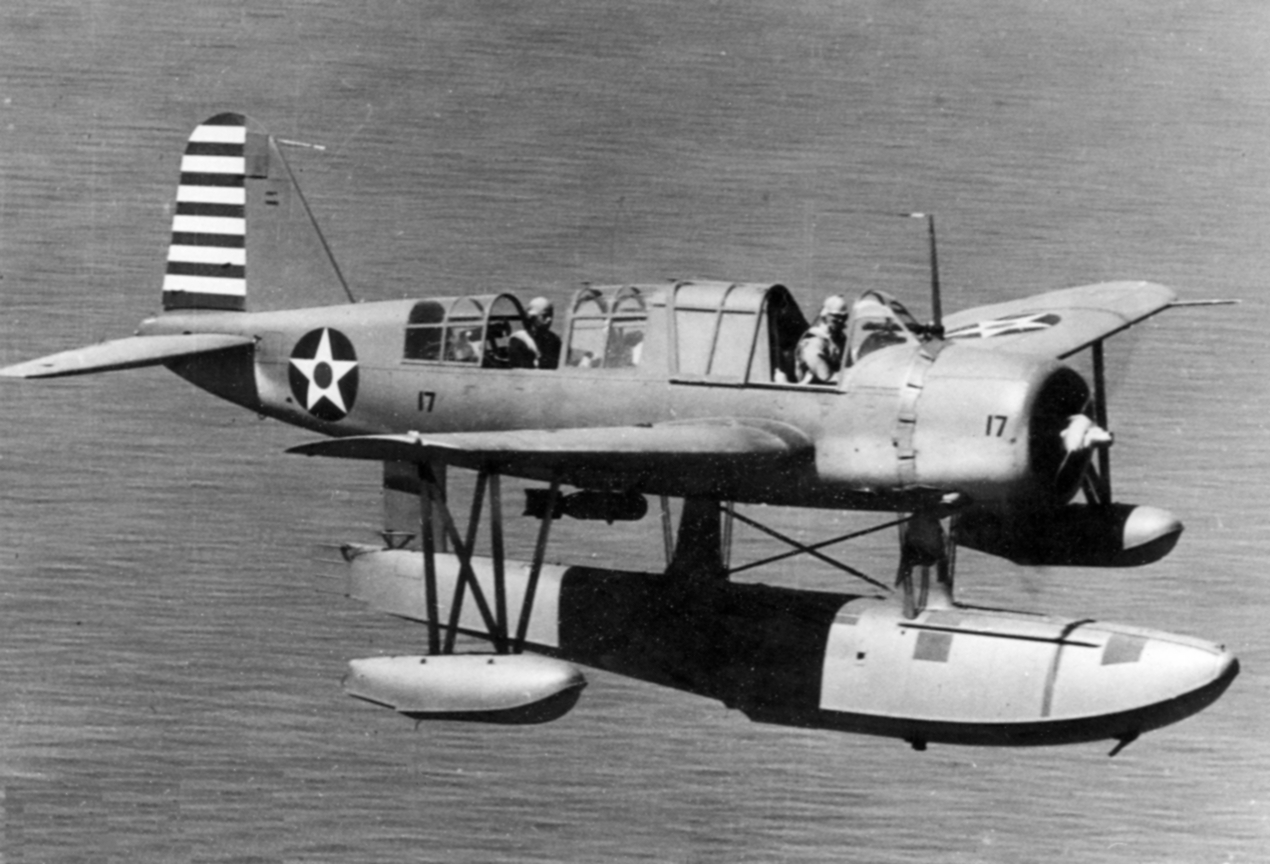
فوغت أو اس 2 يو كينج فيشر

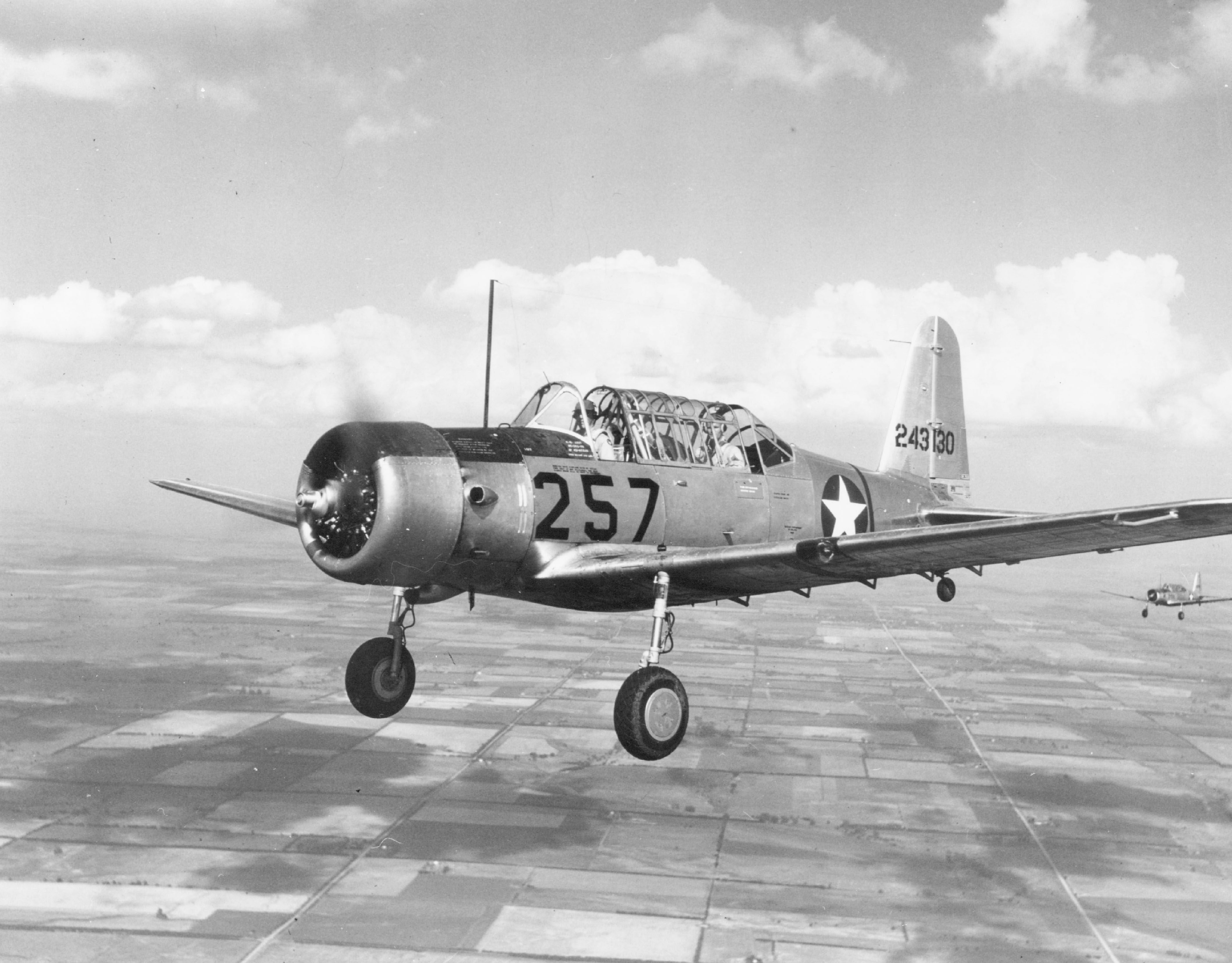
فولتي بي تي-13 فاليانت

أنتجت برات آند ويتني محرك أر-985 واسب جونيور كطراز مصغر من محرك آر-1340 واسب، لينافس في سوق محركات الطائرات متوسطة الحجم.
كان واسب جونيور يُبرد بالهواء مثل طراز واسب الكبير، وكان محركاً شعاعياً تكون من 9 أسطوانات، واستخدم شاحن توربيني فائق طارد مركزي أحادي السرعة لزيادة قدرته. كانت أسطوانات واسب جونيور أصغر، ومع ذلك، كان قطر الأسطوانة وطول الشوط يساوي 132 مم، مما قلل سعة المحرك بمقدار 27 % من محرك واسب.
استخدم واسب جونيور العديد من أجزاء محرك واسب، حتى أنه استخدم نفس أبعاد التركيب، مما سمح للطائرات بسهولة استخدام سواء محرك واسب الأصغر (واسب جونيور) أو الأكبر (واسب).
شُغل محرك واسب جونيور لأول مرة في عام 1929، وبدأ بيعه في عام 1930. كانت قدرة الطراز الأول منه والمسمى واسب جونيور ايه: 300حصاناً (224 كيلو وات).
سميت الولايات المتحدة محرك واسب جونيور باسم أر-985، واستخدمت العديد من الحروف اللاحقة للإشارة إلى الطرازات المختلفة من المحركات العسكرية.
تبنت برات آند ويتني أسلوب تسمية طرازات محرك أر-985، لتسمية محركات واسب جونيور المدنية، وقامت بتعريفهم ببساطة باستخدام الاسم والطراز (مثال: واسب جونيور ايه). أتبعت برات آند ويتني محرك واسب جونيور ايه، بطرازات أكثر قدرة في الفئة ايه. حصلت هذه الطرازات على نسب انضغاط أكبر، وكذلك ارتفعت حدود السرعة الدورانية بالإضافة إلى شحن توربيني فائق أكثر فعالية، وتبعت هذه الطرازات الفئة بي.

كان أول طراز من الفئة بي هو محرك واسب جونيور تي بي، الذي بلغت قدرته 420 حصاناً (313 كيلو وات) عند مستوى سطح البحر، واستطاع أن يبلغ 440 حصاناً (328 كيلو وات) عند الإقلاع.
ضُبِطَ محرك تي بي لإعطاء أفضل أداء عند مستوى سطح البحر، وتبعه بفترة قصيرة محرك واسب جونيور اس بي، الذي تم ضبطه لإعطاء أفضل أداء و قدرة 400 حصاناً (298 كيلو وات) عند ارتفاع 5000 قدم (1500 متر)، وبلغت قدرته عند الإقلاع 450 حصاناً (336 كيلو وات).
ظهر الطراز واسب جونيور تي 1 بي 2 بعد فترة قصيرة، وأظهر تحسن في الأداء عند الارتفاعات المنخفضة، فبلغت قدرتها 450 حصاناً (336 كيلو وات) عند ارتفاع يصل إلى 1500 قدم (460 متر)، بينما مازال يطابق قدرة محرك اس بي عند الارتفاعات العالية.
كان محرك اس بي ومحرك تي 1 بي 2، وطرازات لاحقة منهما ذات أداء مشابهة، هم أكثر طرازات واسب جونيور شيوعاً، وكان واسب جونيور بي 4 التطوير الأخير لمحرك تي 1 بي 2، وصُمم خصيصاً ليُركب بشكل رأسي في المروحيات.
أنتجت برات آند ويتني خلال منتصف الثلاثينيات من القرن العشرين، فئة محركات أكثر تطوراً من واسب جونيور، وسُميت الفئة سي، وتميزت بنسب انضغاط أكبر وكذلك حدود السرعة الدورانية.
بلغت قدرة واسب جونيور اس سي-جي، الطراز الوحيد الذي أُنتج من الفئة سي، 525 حصاناً (391 كيلو وات) عند ارتفاع 9500 قدم (2900 متر)، وبلغت قدرته عند الإقلاع 600 حصاناً (447 كيلو وات).
احتوى أيضاً هذا المحرك على وحدة تخفيض سرعة المروحة الدافعة، حتى يستطيع المحرك ذو السرعة الدورانية المرتفعه أن يدير مروحة دافعة عند سرعات مناسبة، ولذلك استُخدم الحرف اللاحق جي للإشارة إلى ترس التخفيض.
حلق الطيار جاكلين كوتران بطراز خاص من طائرة بيتشكرافت ستجروينج، وهو الطراز دي-17 دبليو مُزوداً بمحرك جونيور اس سي-جي، وذلك في عام 1937.
استطاع الطيار أن يحقق رقماً قياسياً في السرعة والارتفاع، وفاز بالمركز الثالث في سباق بيندكس تروفي ‏.
لم يتخطى محرك اس سي-جي مرحلة التجربة، برغم كل ما سبق 

## التاريخ التشغيلي
استُخدمت الطرازات الأولى من واسب جونيور بأعداد محدودة في العديد من طائرات المنفعة المدنية والعسكرية الصغيرة، وأصبح نوع المحرك أكثر شيوعاً لاحقاً في ثلاثينيات القرن العشرين.
اُختير المحرك للاستخدام في طائرة لوكهيد 10 ايه إلكترا ثنائية المحرك، بالإضافة إلى طائرات نقل مدنية صغيرة ثنائية المحرك أخرى، مثل بيتشكرافت 18 والطائرة البرمائية  جرومان جوس.
استُخدم المحرك أيضاً في طائرات المنفعة المدنية أحادية المحرك مثل بيتشكرافت ستجروينج، و هوارد دي جي ايه-15 ‏، وسبارتان إكسكيوتيف.
اختارت القوات العسكرية الأمريكية محرك واسب جونيور بحلول الحرب العالمية الثانية، لتشغيل طائرة فولتي بي تي-13 فاليانت و طائرة التدريب نورث أمريكان بي تي-14 (نورث أمريكان بي تي-9)، و للطائرة العامة فوغت أو اس 2 يو كينج فيشر.
أُنتجت أيضاً طرازات عسكرية من محرك واسب جونيور استُخدمت لتشغيل الطائرات المدنية، مثل بيتش 18 وبيتش ستجروينج وجرومان جوس وهوارد دي جي ايه-15. شغل محرك واسب جونيور أيضاً بعض طرازات طائرات التدريب البريطانية ثنائية المحرك، مثل أفرو أنسون وايرسبيد أوكسفورد. أُنتجت الآلاف من محركات واسب جونيور، بسبب الطلب عليها للاستخدام في الحرب العالمية الثانية.
كان محرك شركة رايت للطيران أر-975 ويرل ويند هو المنافس الأقرب لمحرك واسب جونيور، حتى نهاية الحرب، وبالرغم من ذلك، استُخدم واسب جونيور بشكل أوسع من أر-975 في الطائرات خلال الحرب، وأوقفت رايت إنتاج محرك أر-975 في عام 1945. 
دخلت العديد من طائرات الإمدادات العسكرية المشغلة بمحركات واسب جونيور، إلى السوق المدني بعد الحرب العالمية الثانية.
استُخدم محرك واسب جونيور في تصاميم جديد، مثل مروحية سيكورسكي إتش-5 وطائرة دي هافيلاند كاندا دي إتش سي-2 بيف، وطائرة ماكس هولست بروسارد، و الطائرات الزراعية مثل سنو اس-2 بي واس-2 سي، وطائرة جرومان ايه جي كات، وطائرة ويزيرلي 201.
أوقفت شركة برات آند ويتني إنتاج محرك واسب جونيور في عام 1953، وكانت قد صنعت منه 39037 محركاً.
مازالت تُستخدم اليوم العديد من محركات واسب جونيور في طائرات بوش القديمة و الطائرات الزراعية، بالإضافة إلى الطائرات العتيقة مثل بوينج ستيرمان 75 التي استخدمت في الأساس محركات أخرى استبدلتها بمحرك واسب جونيور للحصول على قدرة أكبر أو لتسهيل عملية الصيانة، وذلك لتوفر قطع غيار محرك واسب جونيور.

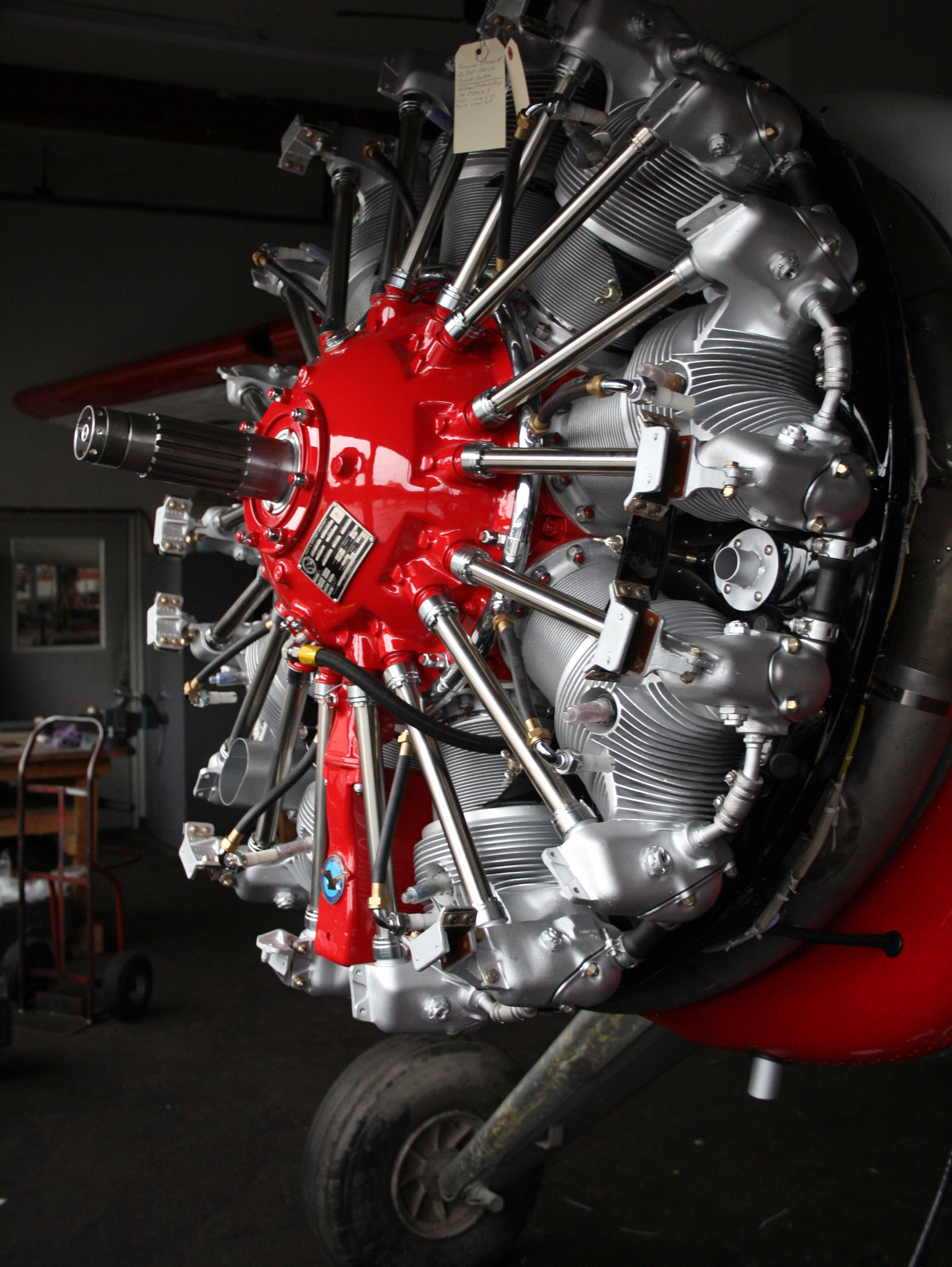
محرك أر-985 مُركب في طائرة دي إتش سي-2 بيفر.

## الطرازات
- واسب جونيور ايه

الطراز العسكري منه للولايات المتحدة: أر-985-1.

بلغت قدرته 300 حصاناً (224 كيلو وات) عند 2000 دورة/دقيقة عند مستوى سطح البحر وعند الإقلاع. كان أول طراز يُنتج.
- واسب جونيور تي بي وتي بي 2

الطرازات العسكري منه للولايات المتحدة: أر-985-9، -11، -11 ايه، -21، -46

بلغت قدرته 420 حصاناً (313 كيلو وات) عند 2200 دورة/دقيقة عند مستوى سطح البحر، و440 حصاناً (328 كيلو وات) عند 2200 دورة/دقيقة عند الإقلاع. كان يتم تقييم أداء هذه الطرازات الأولى من الفئة بي بالنسبة لمستوى سطح البحر.
- واسب جونيور اس بي واس بي 2 واس بي3

الطرازات العسكري منه للولايات المتحدة: أر-985-13، -17، -23، -33، -48، -50، وأر-985-ايه إن-2، -4، -6، -6 بي، -8، -10، -12، -12 بي، -14 بي.

بلغت قدرته 400 حصاناً (298 كيلو وات) عند 2200 دورة/دقيقة عند ارتفاع 5000 قدم (1500 متر)، و450 حصاناً (336 كيلو وات) عند 2300 دورة/دقيقة عند الإقلاع. كان يتم تقييم أداء هذه الطرازات الشائعة من الفئة بي بالنسبة للارتفاع.
- واسب جونيور تي 1 بي 2 وتي 1 بي 3

الطرازات العسكري منه للولايات المتحدة: أر-985-25، -27، -23، -39، -39 ايه، -50، وأر-985-ايه إن-1، -1 ايه، -3، -3 ايه.

بلغت قدرته 450 حصاناً (336 كيلو وات) عند 2300 دورة/دقيقة عند ارتفاع يصل إلى 1500 قدم (460 متر) عند الإقلاع، و450 حصاناً (336 كيلو وات) عند 2300 دورة/دقيقة عند الإقلاع. تعتبر هذه طرازات شائعة من الفئة بي، ذات أداء مطور عند مستوى سطح البحر.
- واسب جونيور بي 4

الطرازات العسكري منه للولايات المتحدة: أر-985-ايه إن-5، -7

بلغت قدرته 450 حصاناً (336 كيلو وات) عند 2300 دورة/دقيقة عند ارتفاع يصل إلى 2300 قدم (700 متر) عند الإقلاع. طراز يُركب رأسياً، مُطور من تي 1 بي 3 للاستخدام في المروحيات.
- واسب جونيور اس سي-جي

بلغت قدرته 525 حصاناً (391 كيلو وات) عند 2700 دورة/دقيقة عند ارتفاع يصل إلى 9500 قدم (2900 متر)، و600 حصاناً (447 كيلو وات) عند 2850 دورة/دقيقة عند الإقلاع.

طراز تجريبي مرتفع القدرة، ومزود بوحدة تخفيض سرعة المروحة الدفعة.

## التطبيقات
استُخدم المحرك في الطائرات التالية:

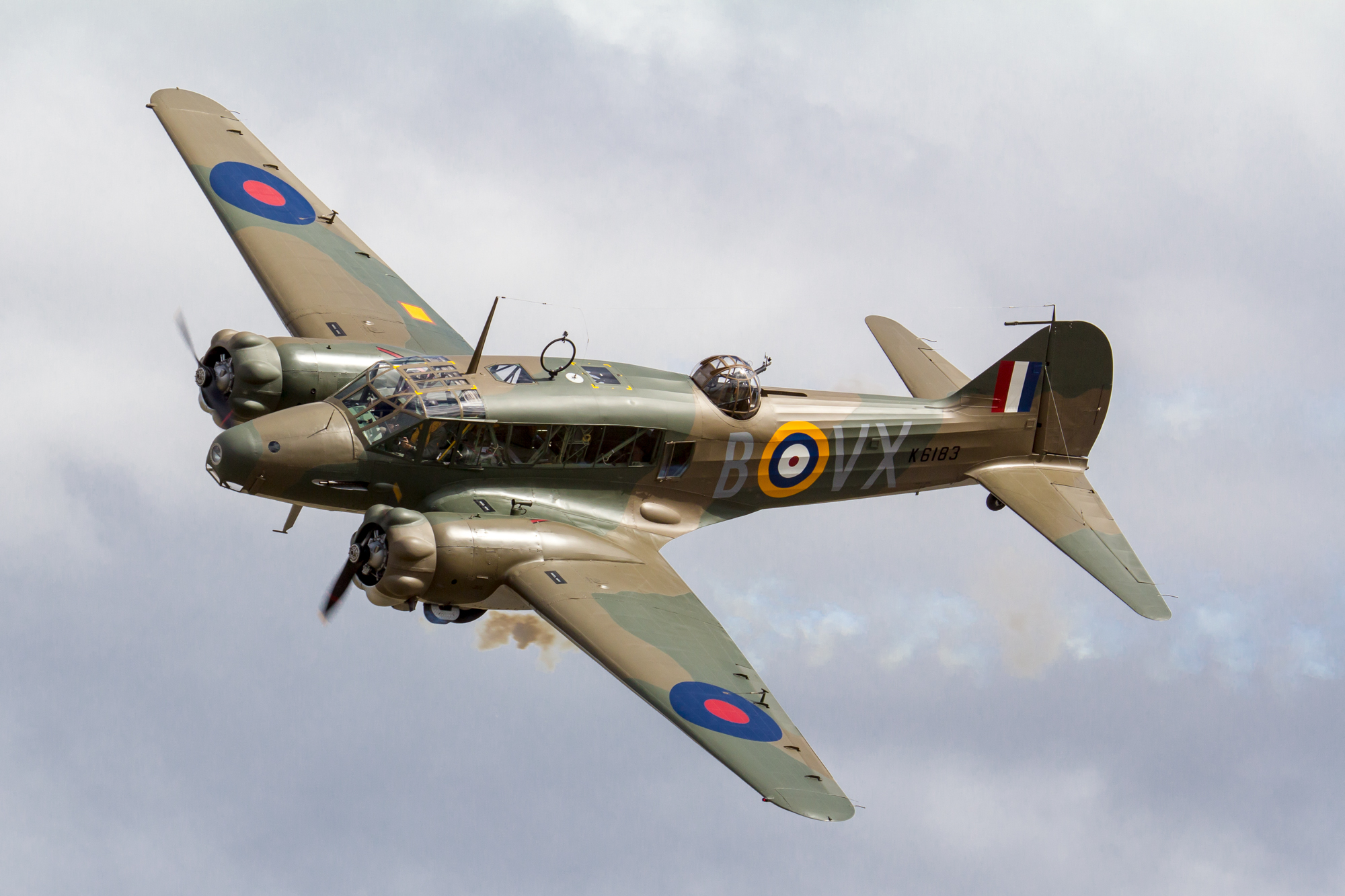
أفرو أنسون

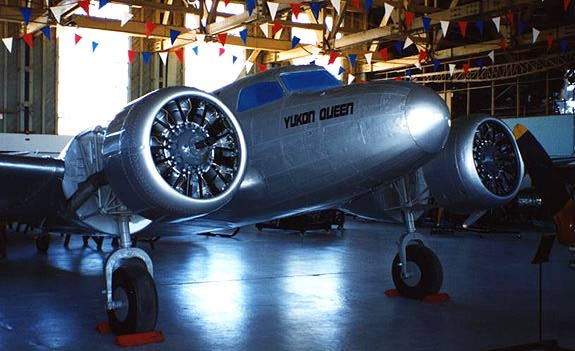
بركلي جرو تي 8 بي-1

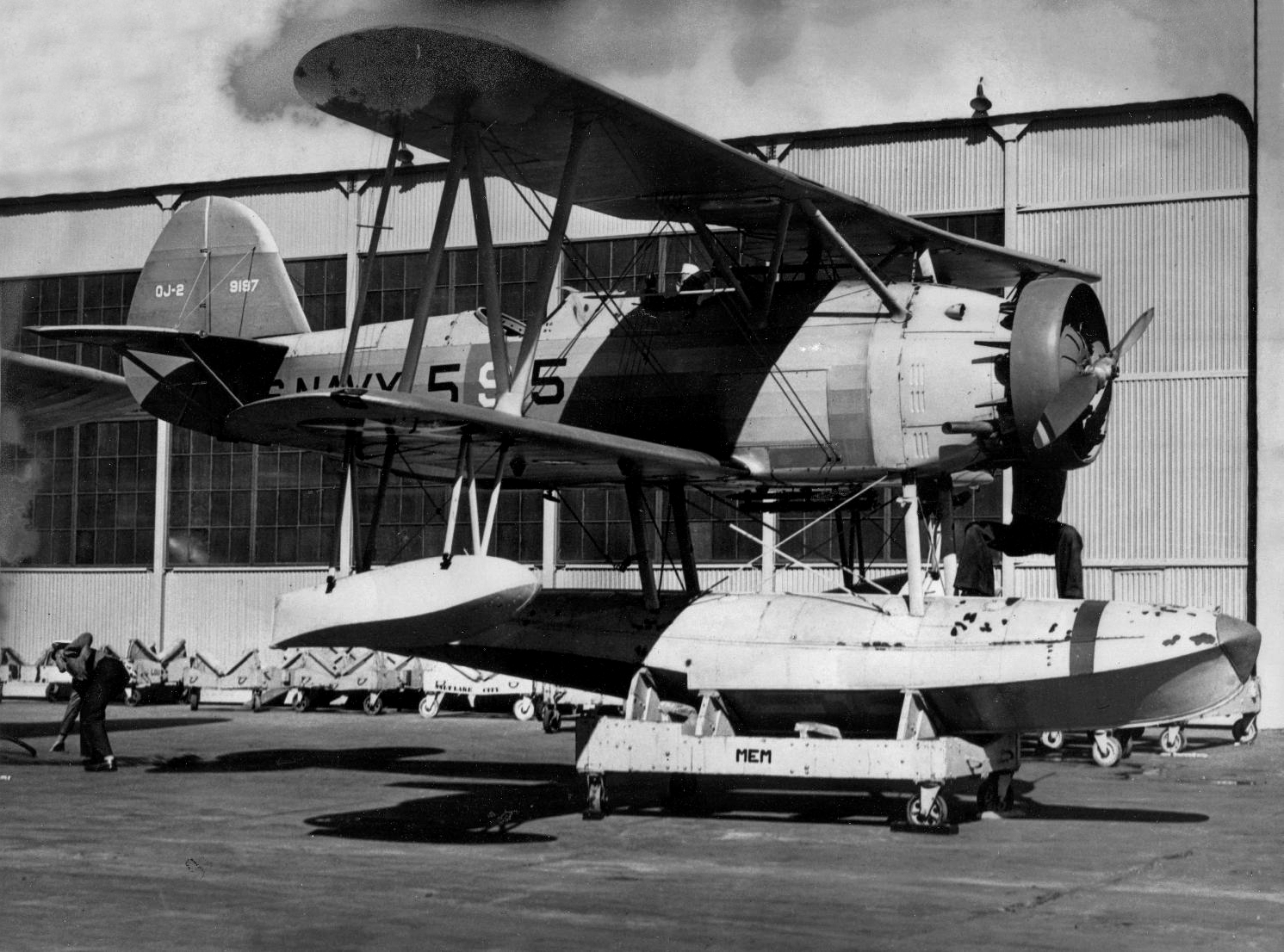
بيرلينر جويس أو جيه

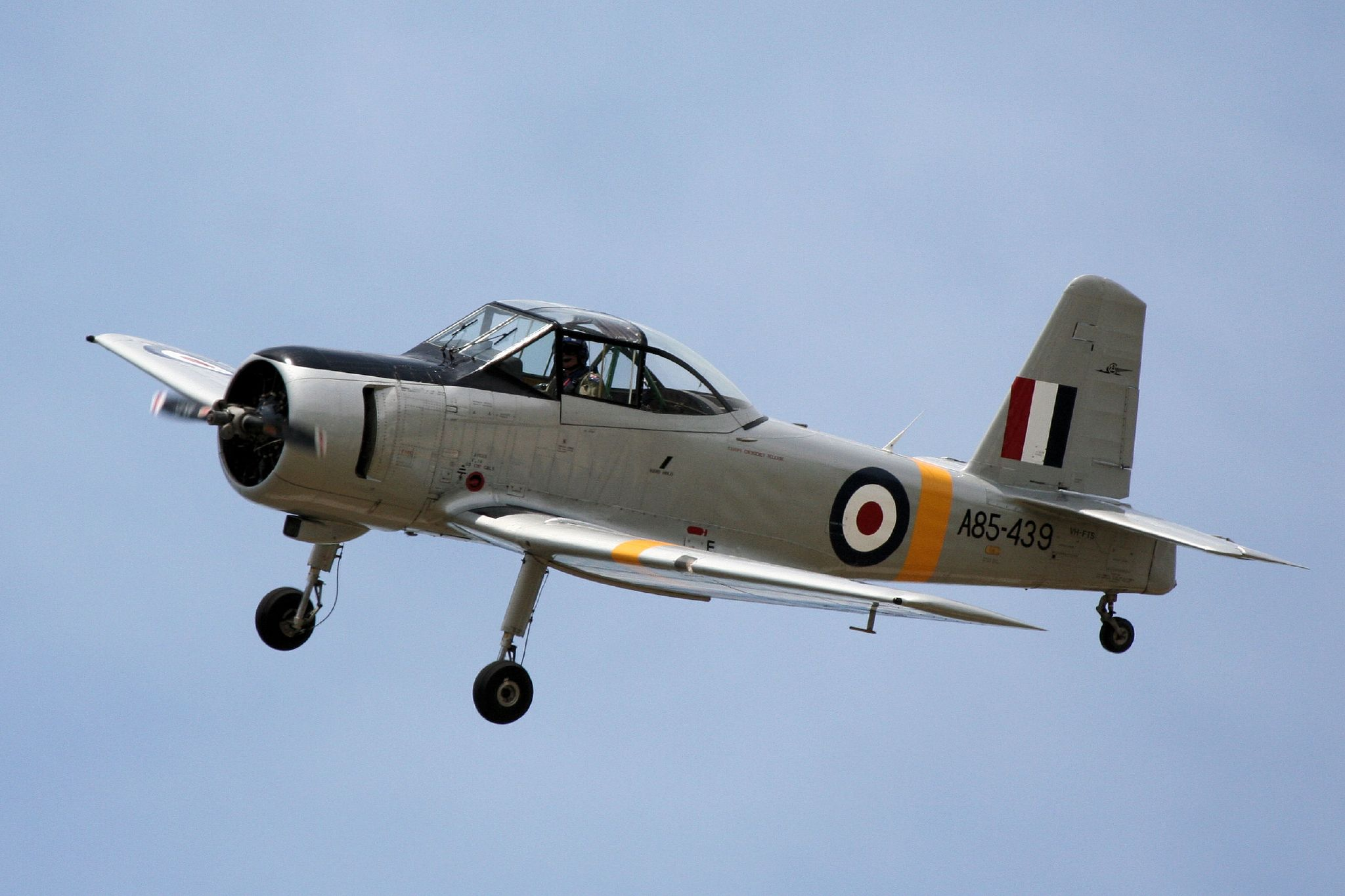
كاك وينجل

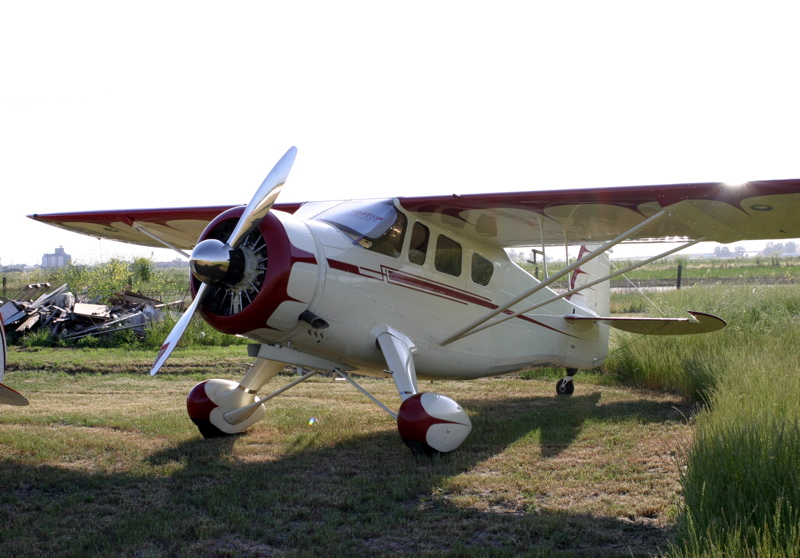
هوارد دي جي ايه-15 بي

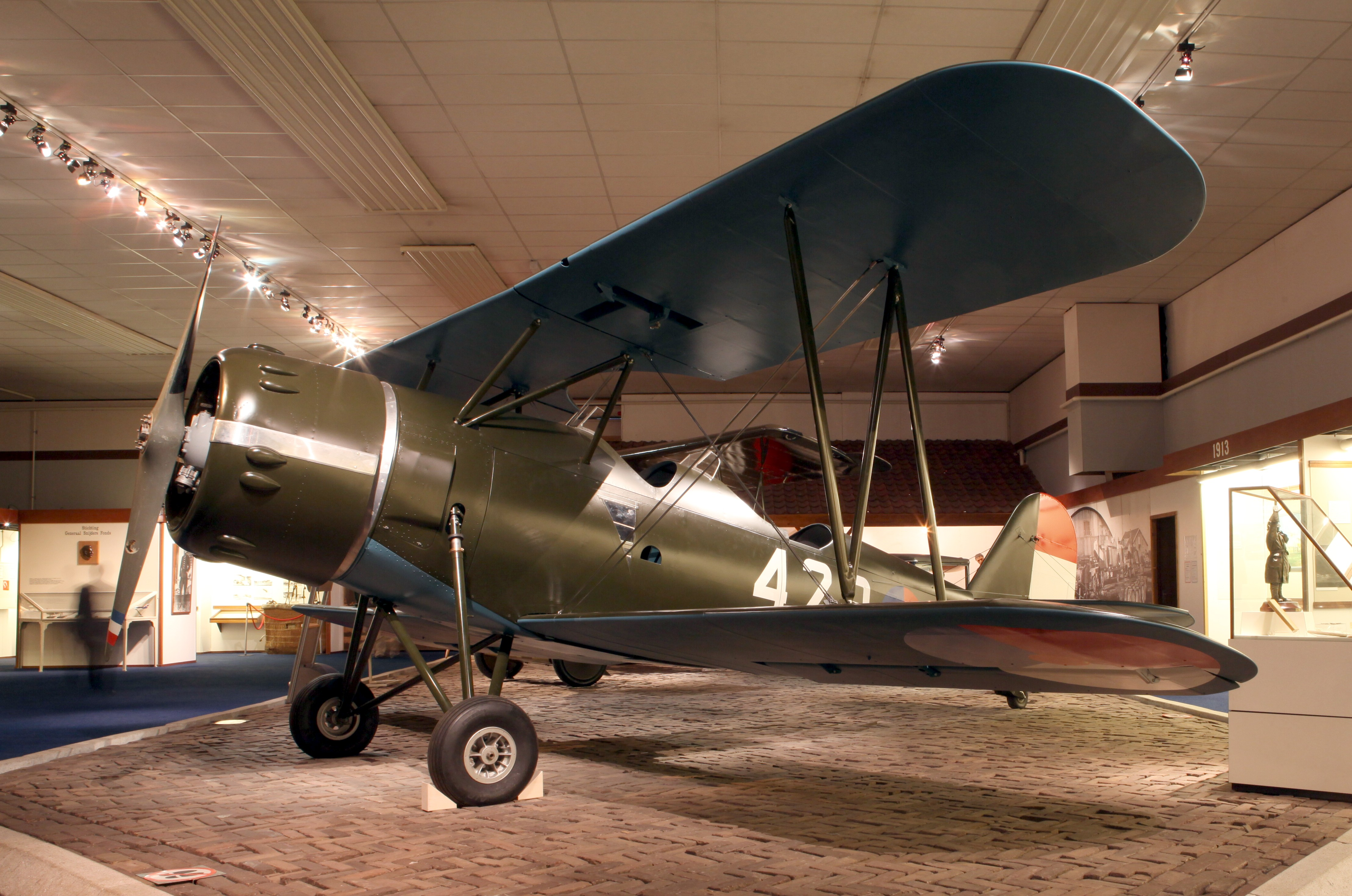
كولهوفن إف كيه 51

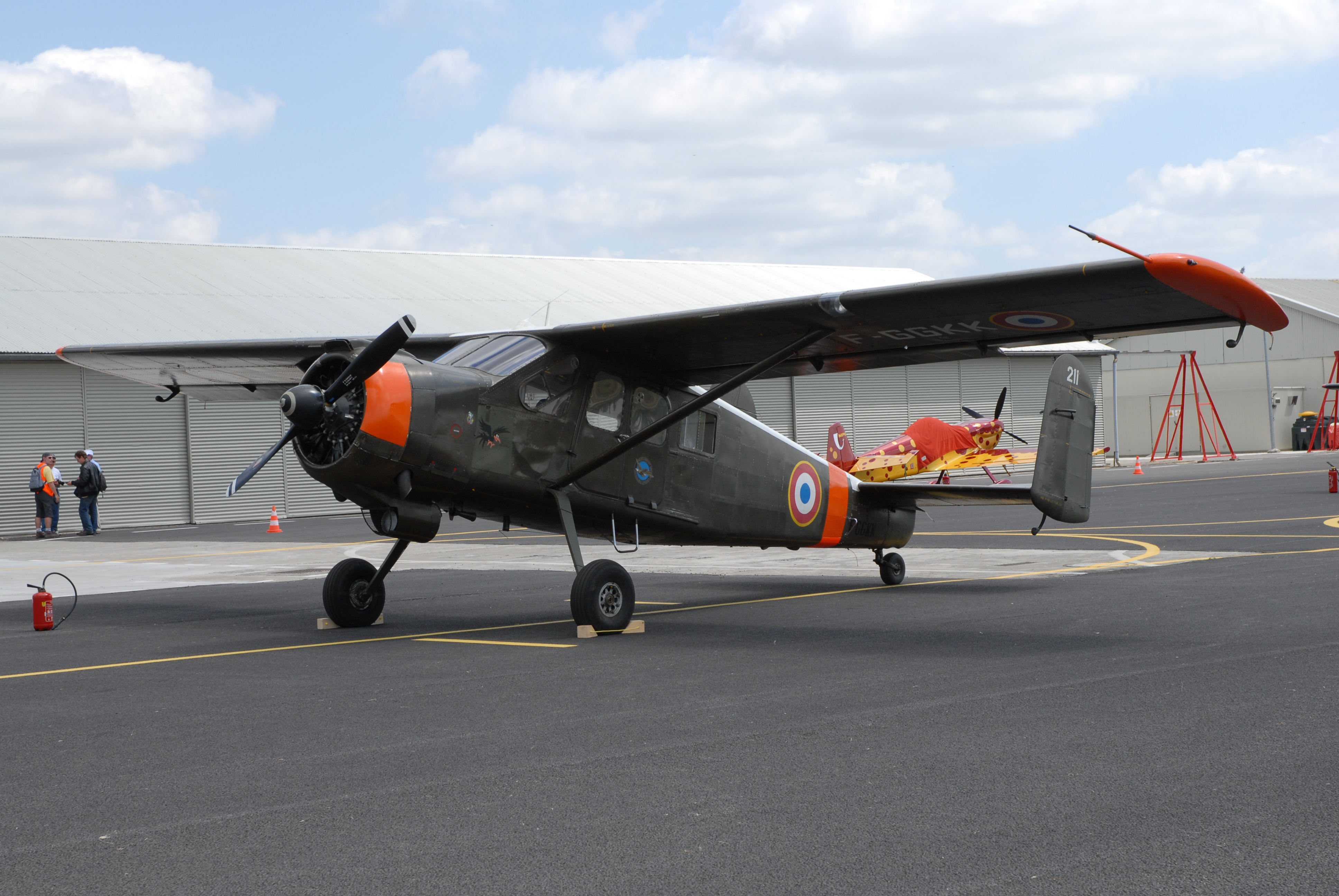
ماكس هولست بروسارد إم إتش 1521

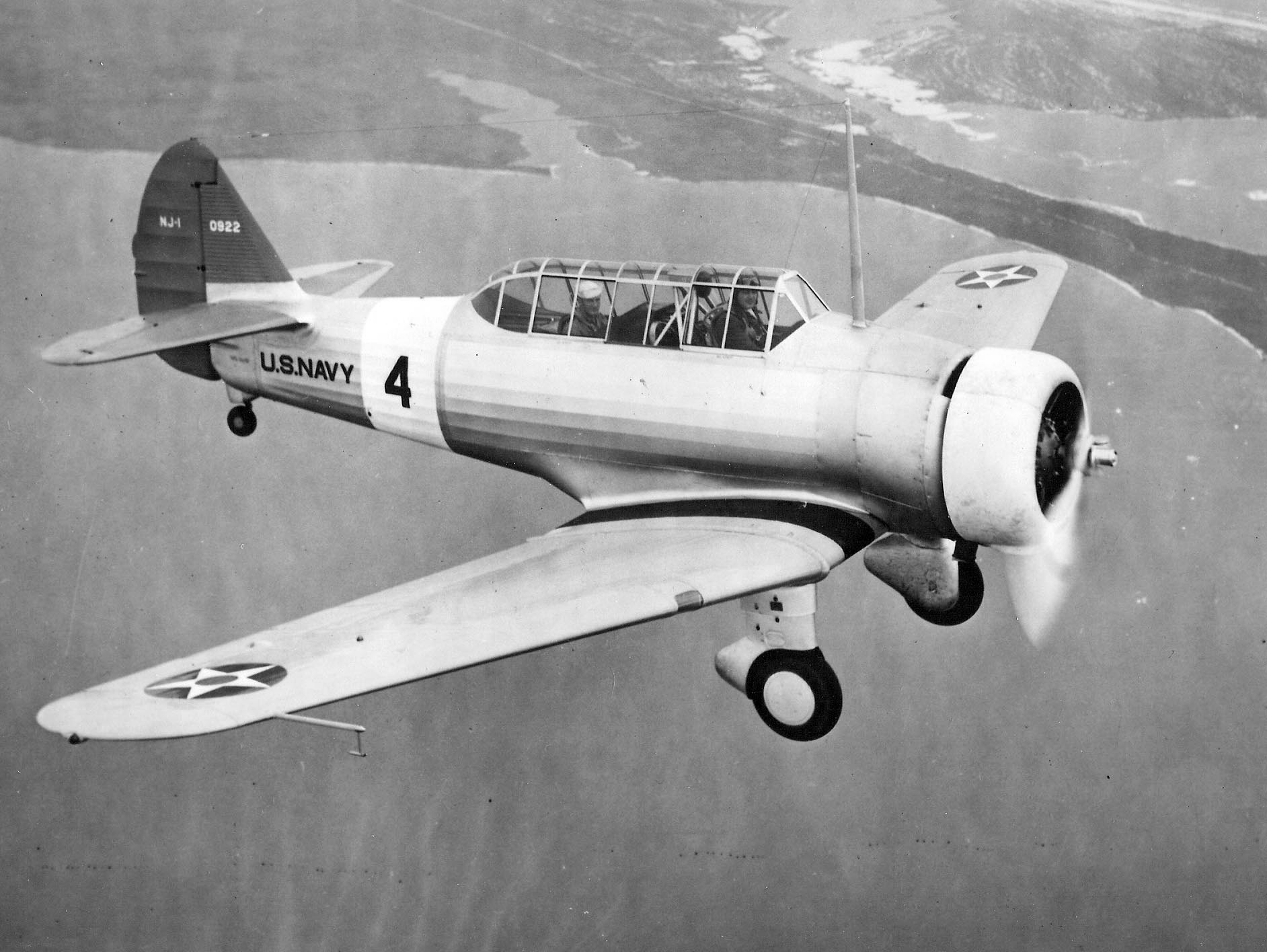
نورث أمريكان بي تي-14

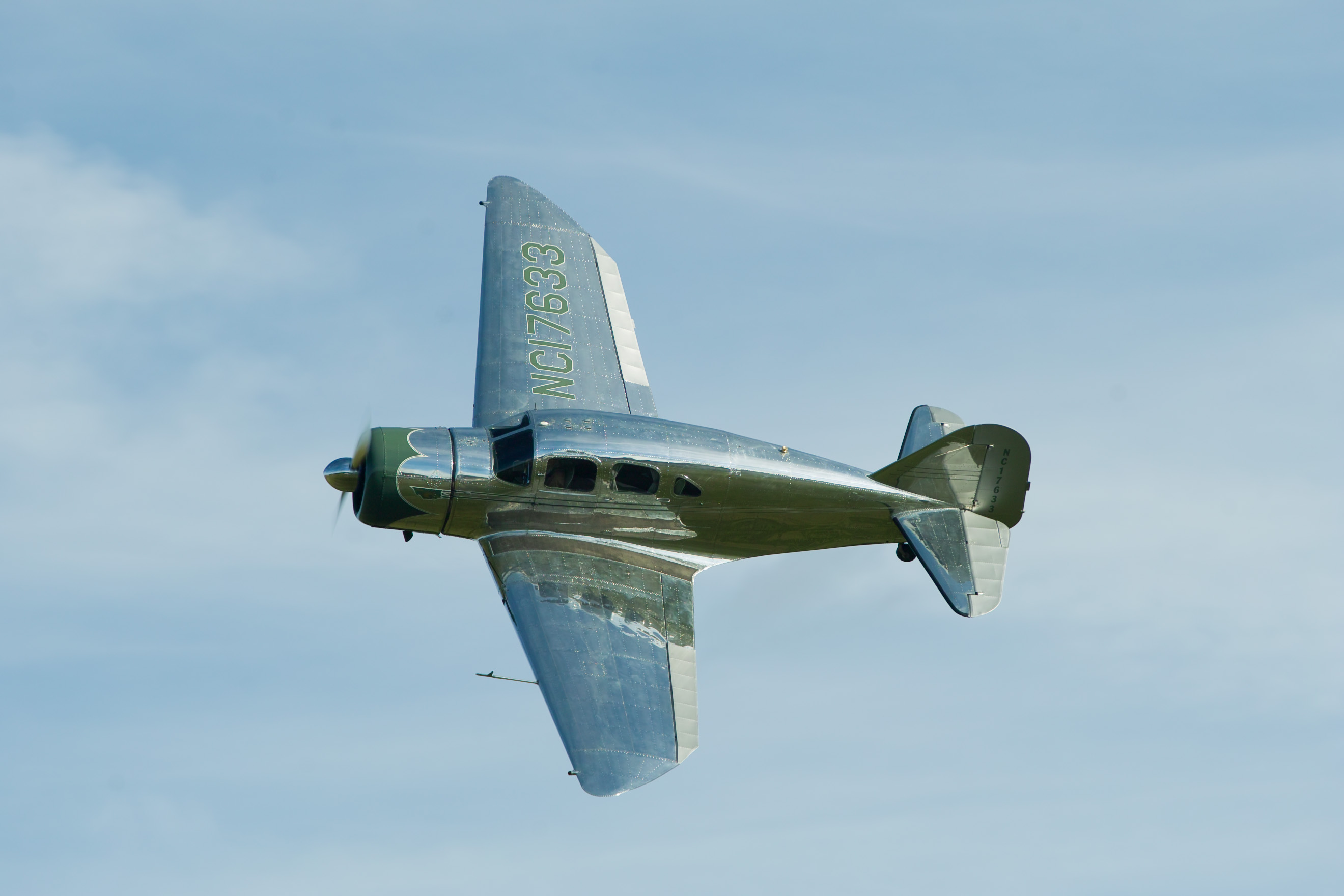
سبارتان إكسكيوتيف 7 دبليو

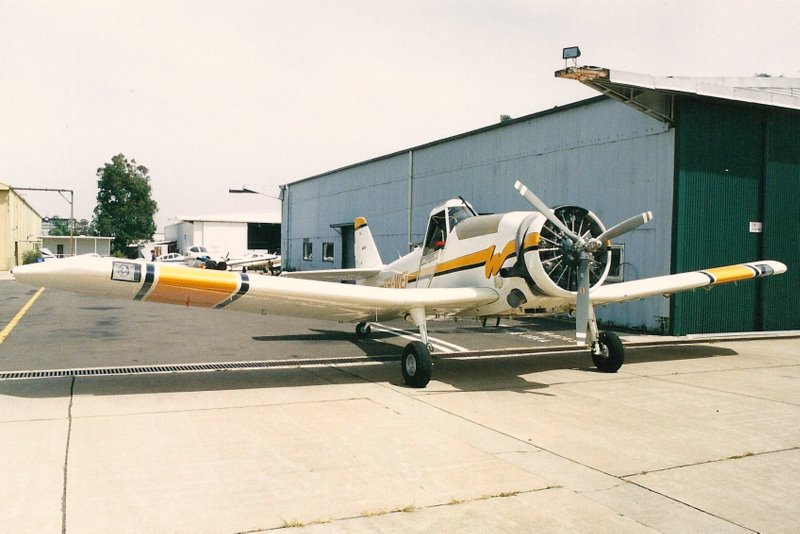
ويزرلي 620

- ايرسبيد أوكسفورد (ايه اس.46 أوكسفورد في)
- ايرتراكتور ايه تي-300
- أفرو أنسون
- بركلي جرو تي 8 بي-1
- بيتشكرافت 18 والطرازات العسكرية منها
- بيتشكرافت ستجروينج (الطرازات دي 17 اس ودي 17 دبليو وجي 17 اس)
- بيل إكس في-3
- بيلانكا 300-دبليو
- بيرلينر جويس أو جيه
- بوينج ستيرمان 75
- براتيخن جي-3
- كاك وينجل
- دي هافيلاند كندا دي إتش سي-2 بيفير، والطرازات العسكرية إل-20/يو-6
- دوجلاس سي-26 دولفن
- فلييت وينجس بي تي-12 سوفومور
- جي بي الطراز زد
- جرومان ايه جي كات
- جرومان جي-21 جوز
- هوارد دي جي ايه-11
- هوارد دي جي ايه-15 بي
- يونكرز إف 13
- كولهوفن إف كيه 51
- لوكهيد 10 إلكترا
- لوكهيد 12 ايه إلكترا جونيور
- ماكس هولست بروسارد إم إتش 1521
- مكدونيل إكس إتش جيه إتش ويرلاوي
- نافال ايركرافت فاكتوري إن 3 إن
- نورث أمريكان بي تي-9 (الطراز بي تي-14)
- بي دبليو اس-24
- سيفرسكسي سيف-3 (بي تي-8)
- المروحية سيكورسكي إتش-5 والطراز المدني منها اس-51
- سيكورسكي اس-39
- أيرس تراش (الطرازات سنو اس 2 بي واس 2 سي)
- سبارتان إكسكيوتيف 7 دبليو
- ستنسون ريلايانت
- فوغت أو اس 2 يو كينج فيشر
- فولتي بي تي-13 فاليانت
- واكو اس 3 إتش دي (شركة طائرات واكو)
- واكو اس أر أي أرستوكرات
- ويزرلي 201
- ويزرلي 620

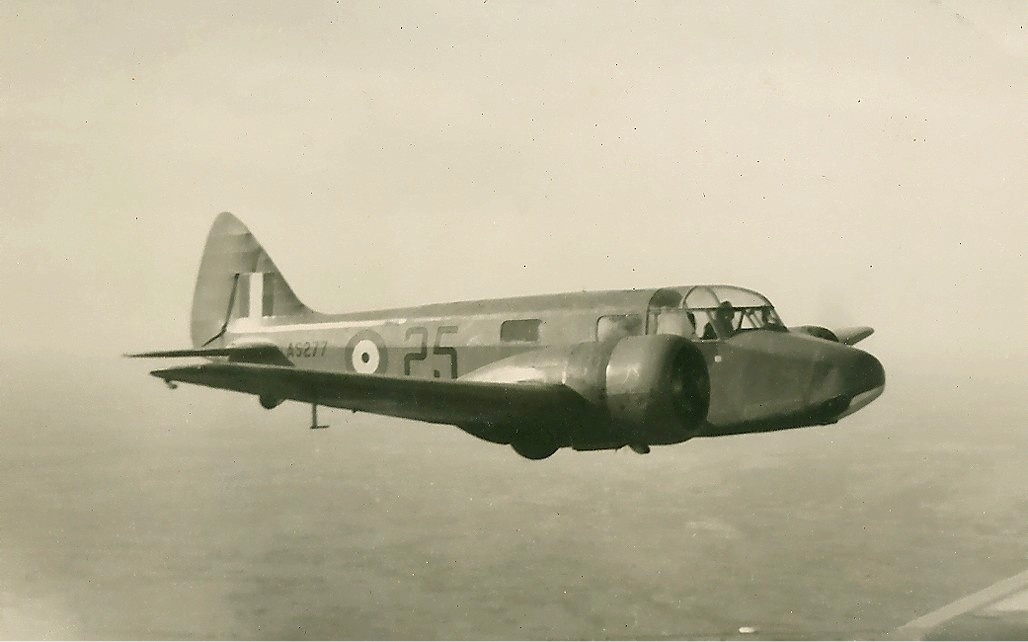
ايرسبيد أوكسفورد
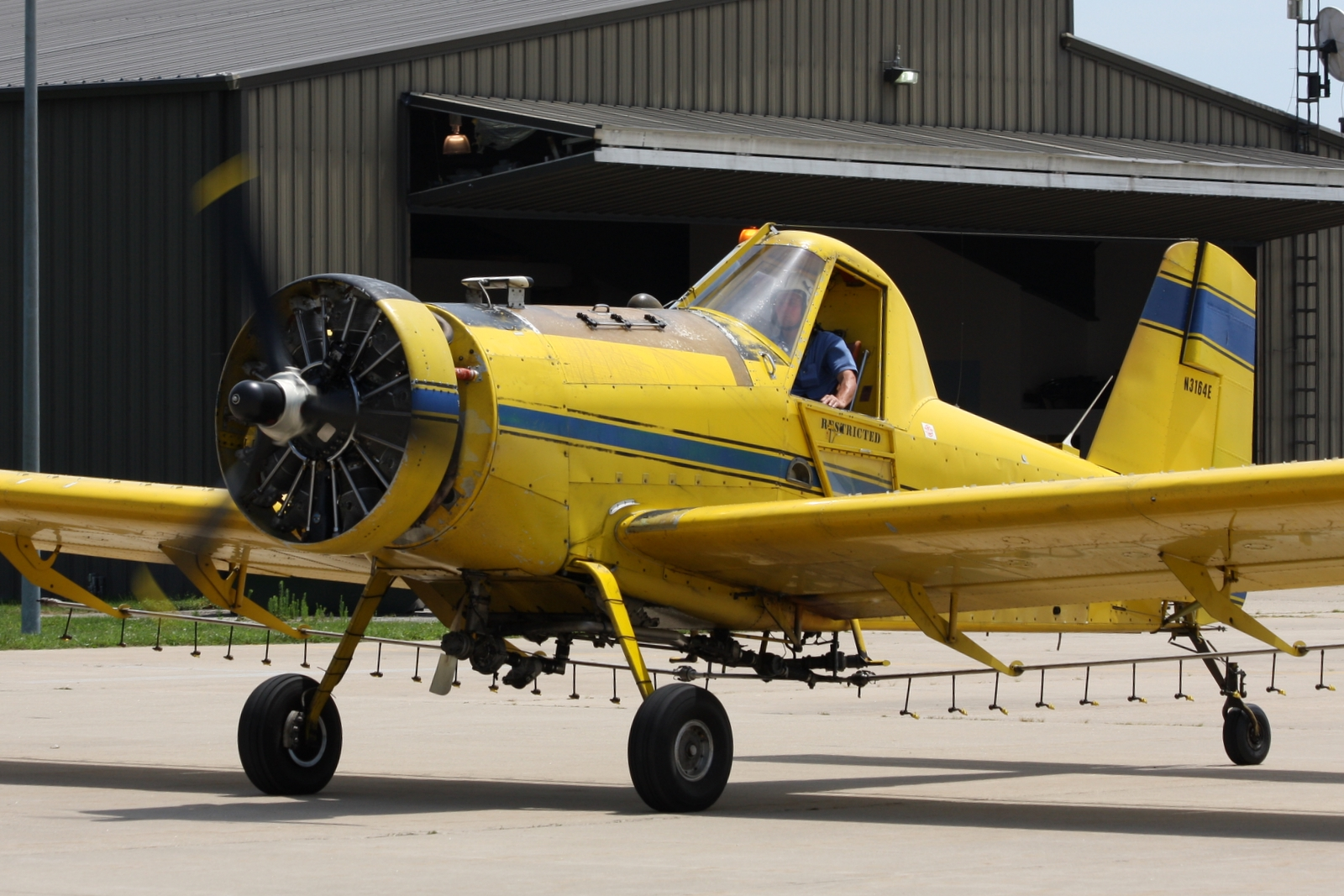
ايرتراكتور ايه تي-300
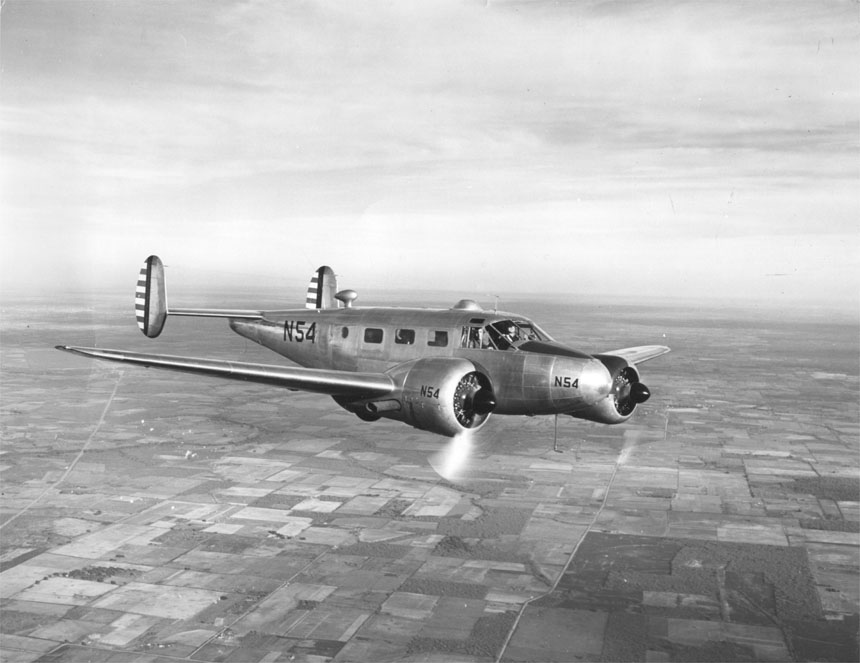
بيتشكرافت 18
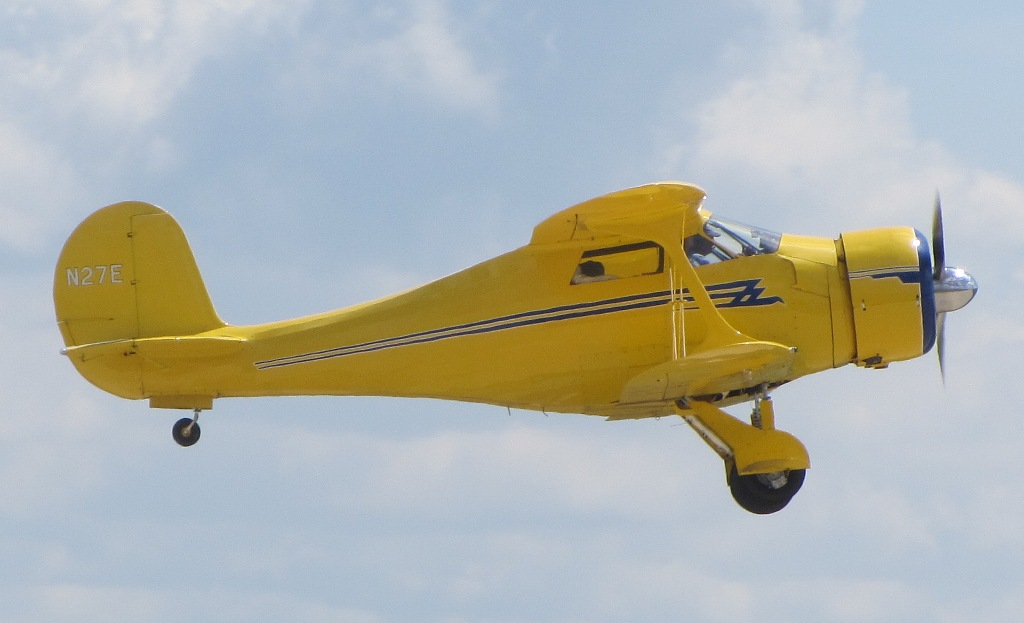
بيتشكرافت ستجروينج
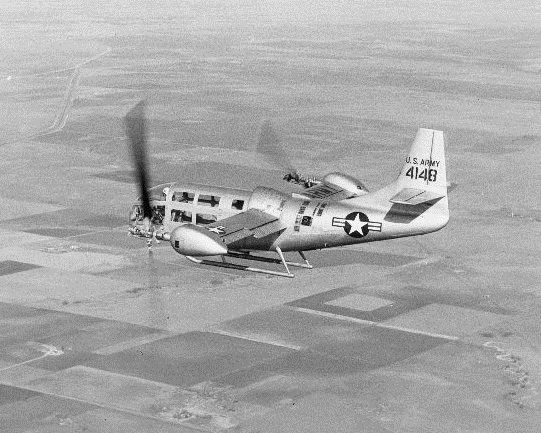
بيل إكس في-3
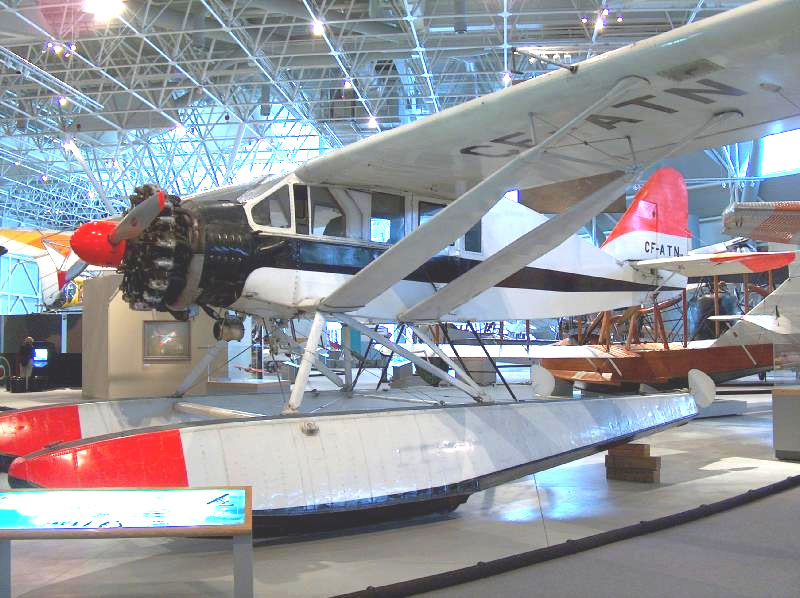
بيلانكا 300-دبليو
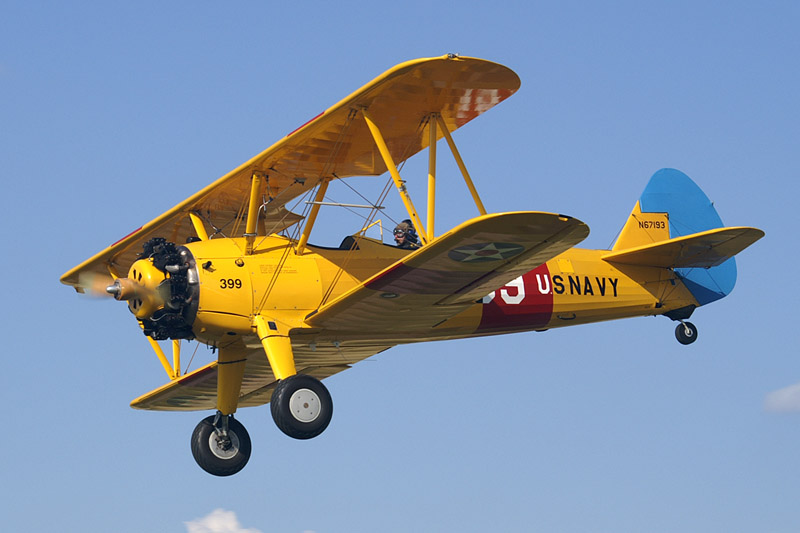
بوينج ستيرمان 75
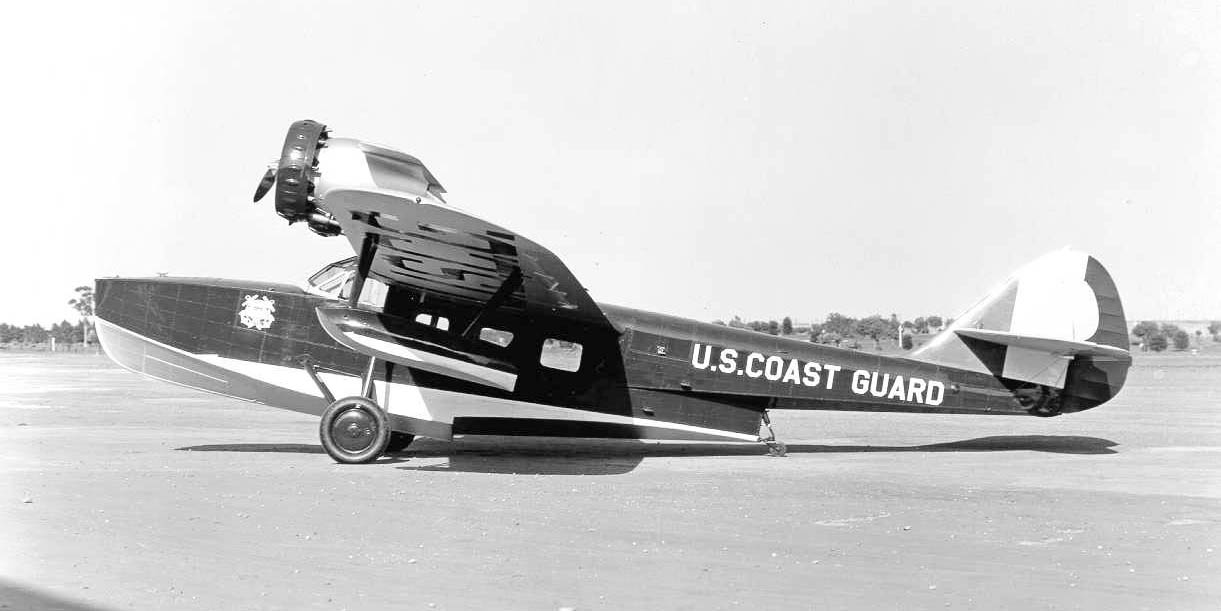
دوجلاس سي-26 دولفن
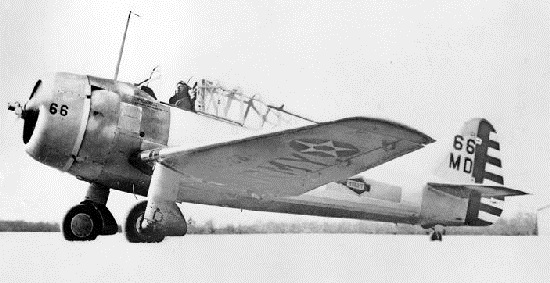
فلييت وينجس بي تي-12 سوفومور
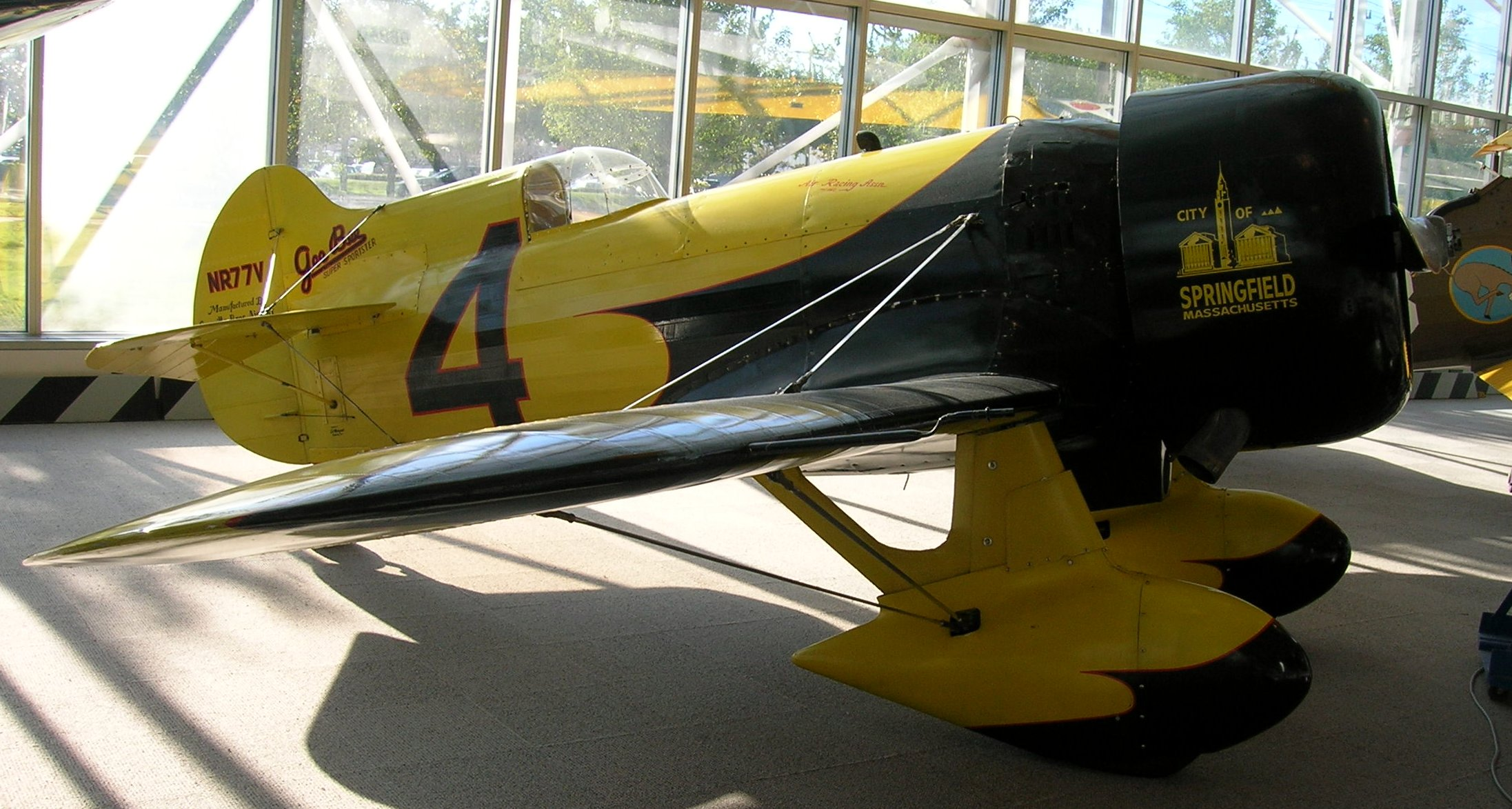
جي بي الطراز زد
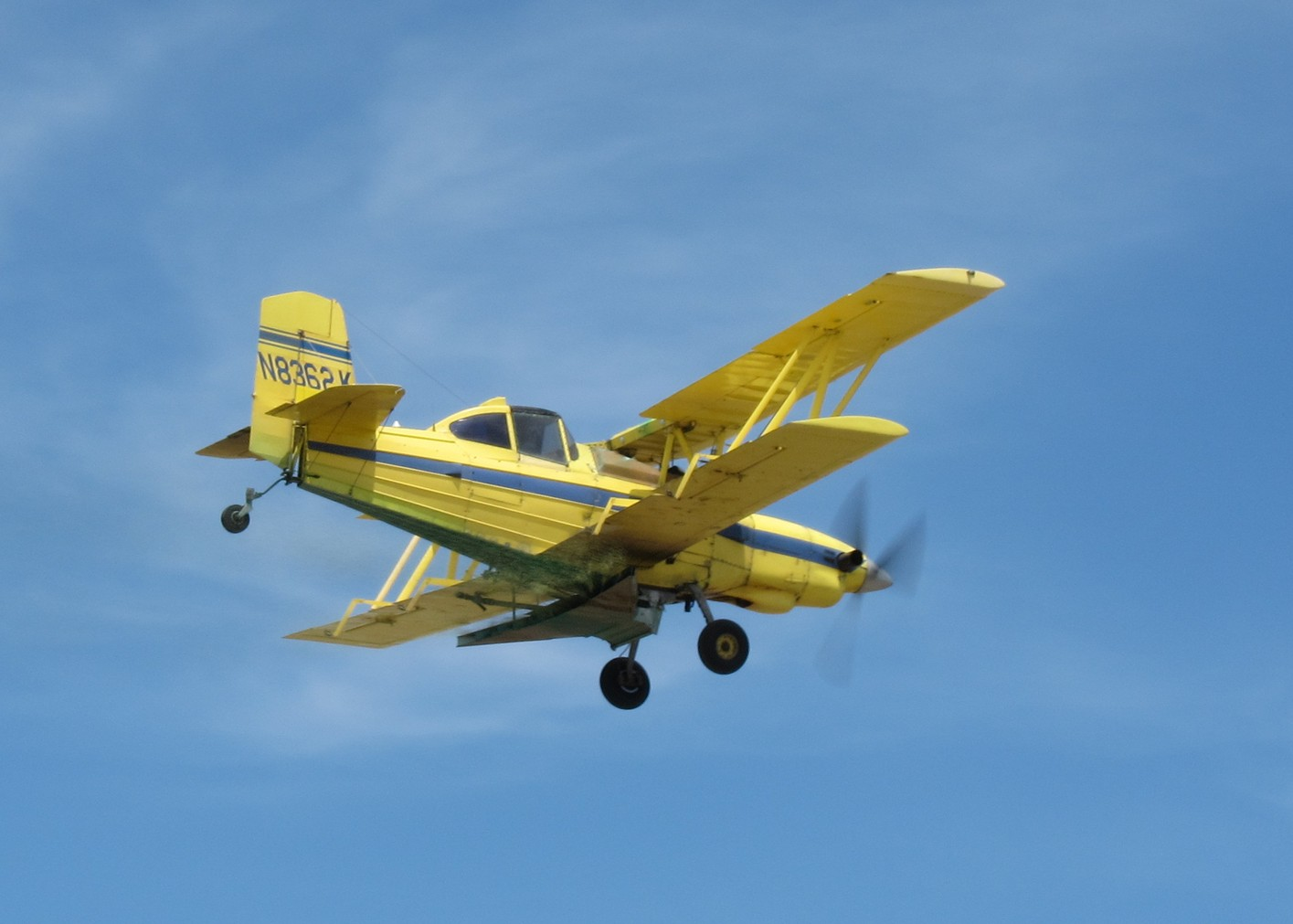
جرومان ايه جي كات
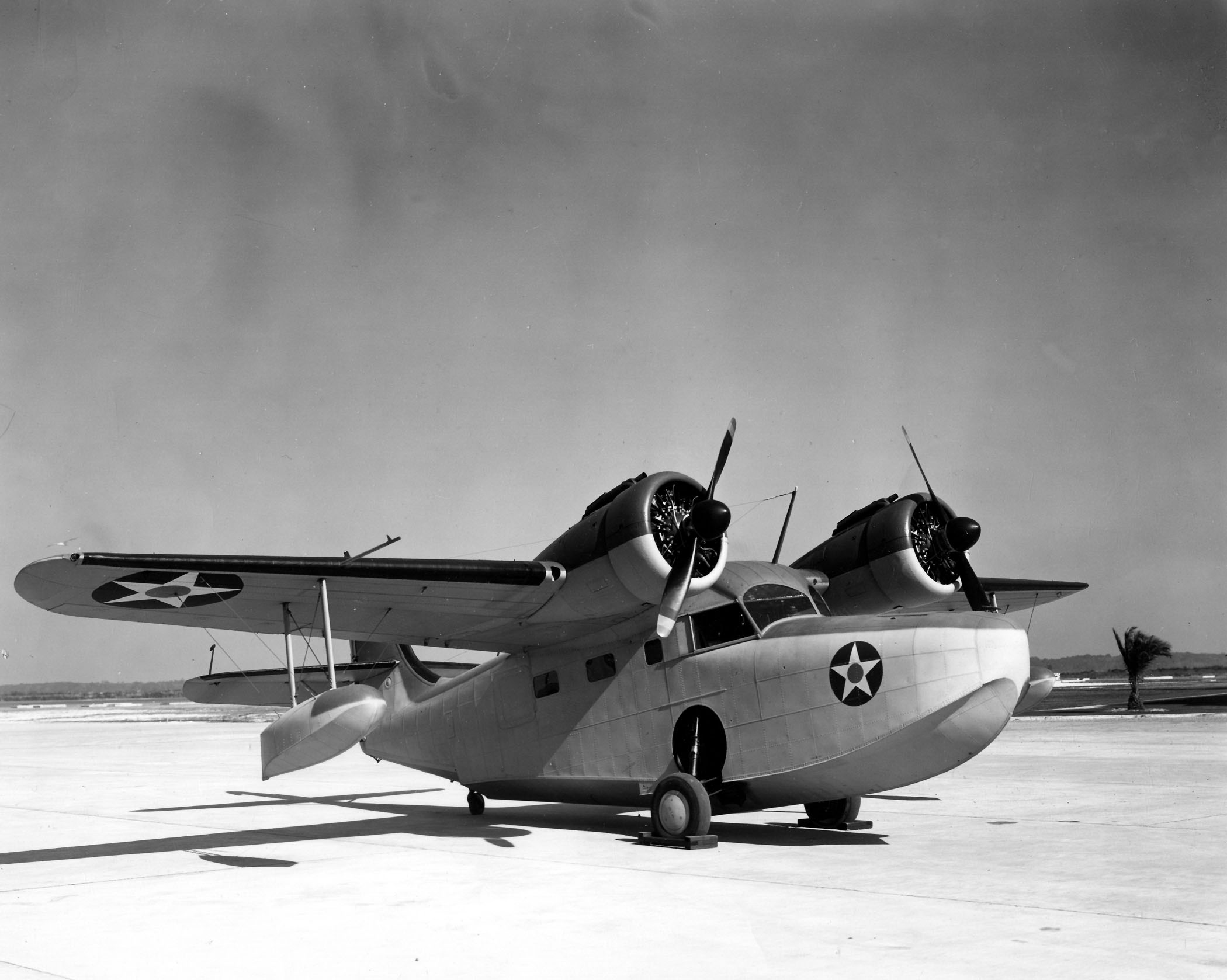
جرومان جي-21 جوز
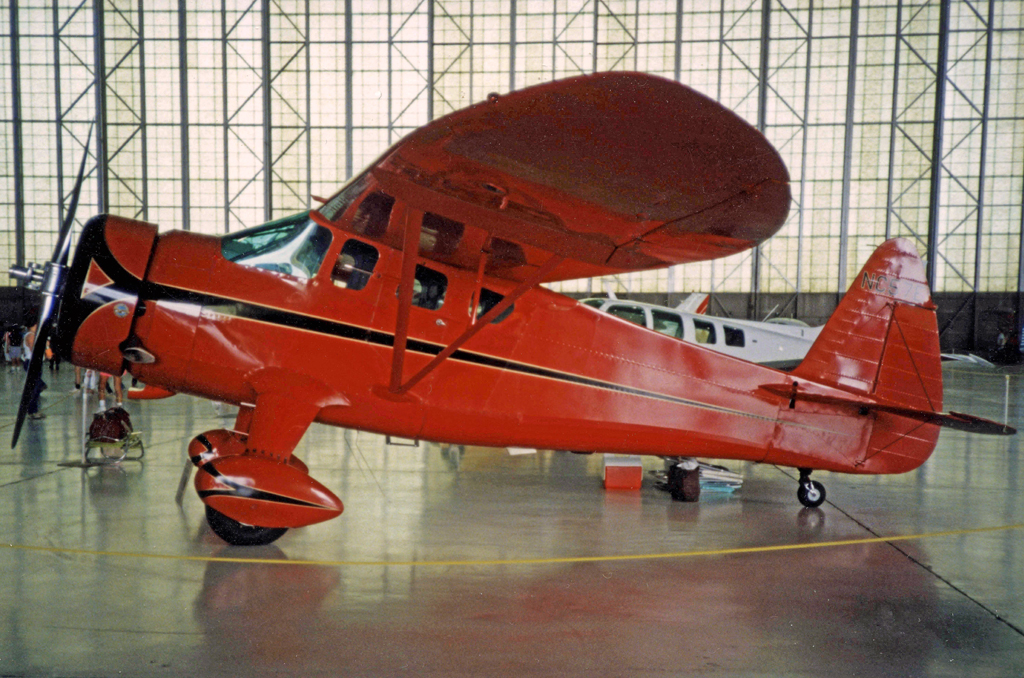
هوارد دي جي ايه-11
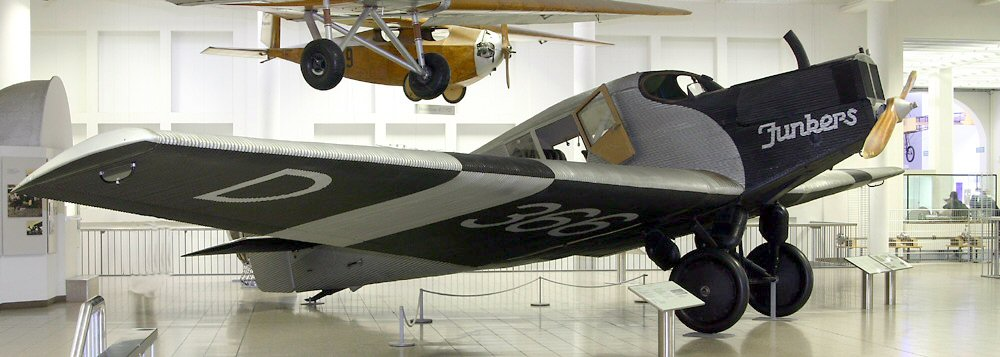
يونكرز إف 13
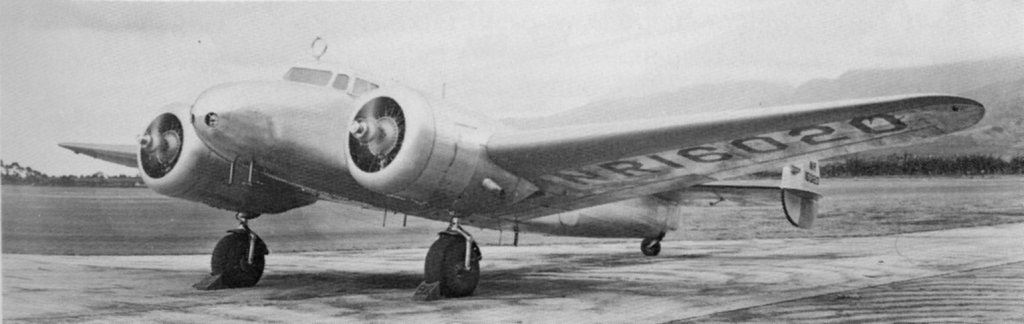
لوكهيد 10 إلكترا
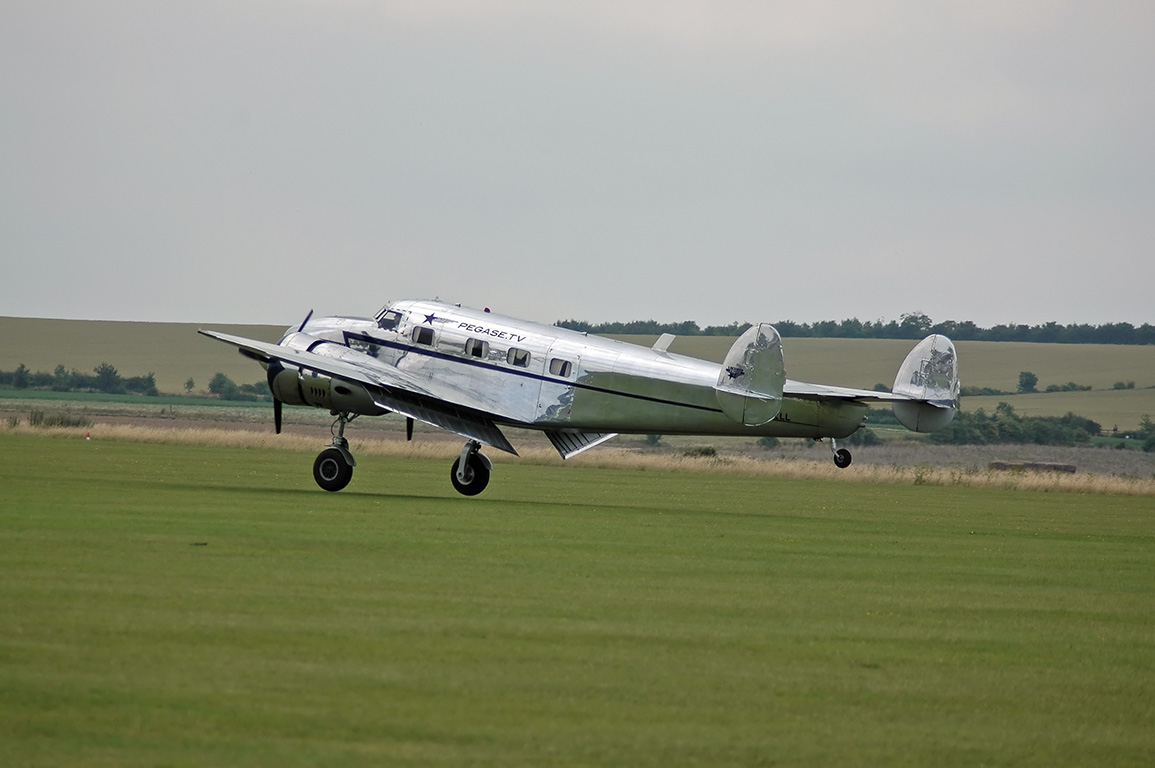
لوكهيد 12 ايه إلكترا جونيور
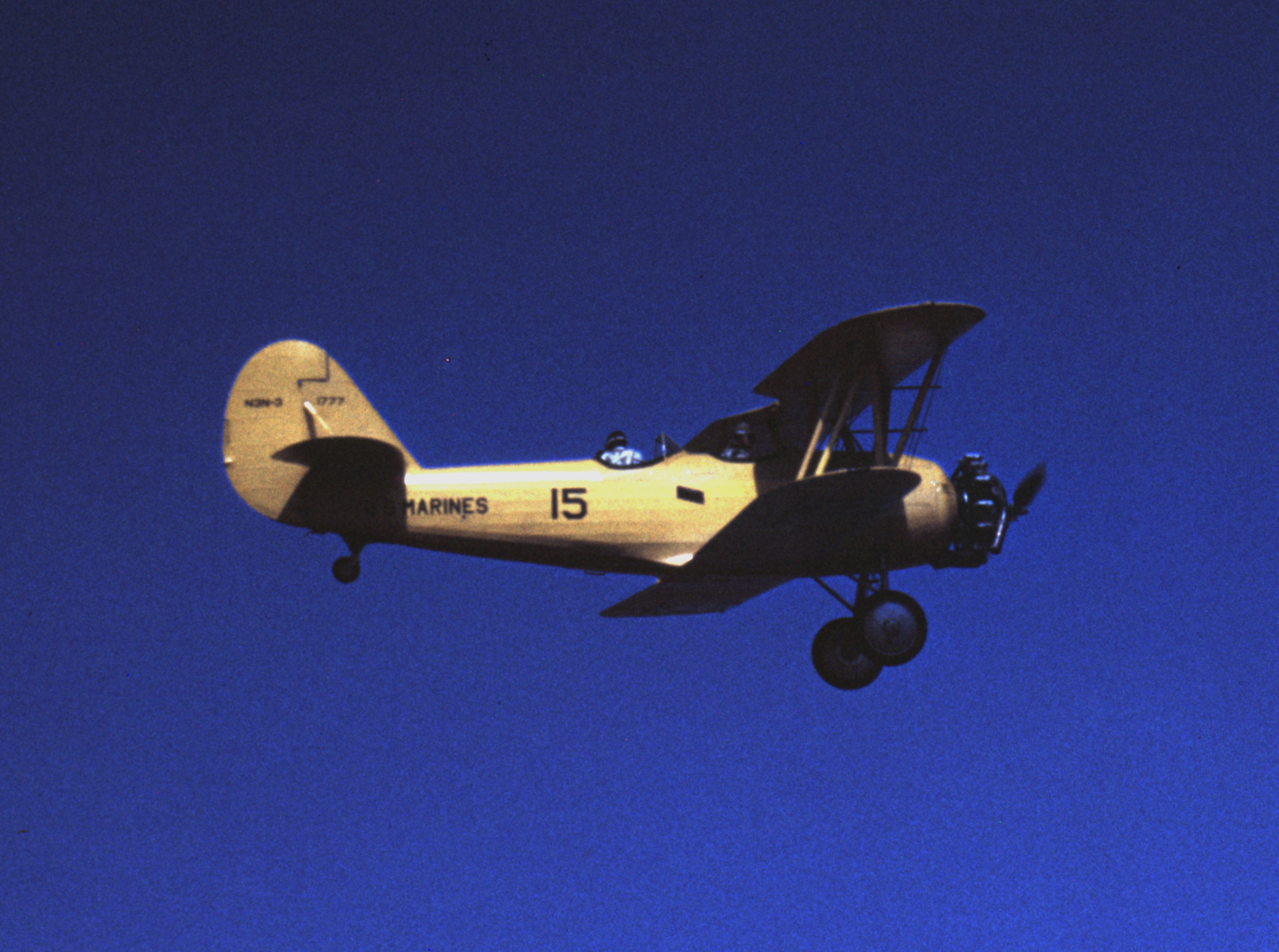
نافال ايركرافت فاكتوري إن 3 إن
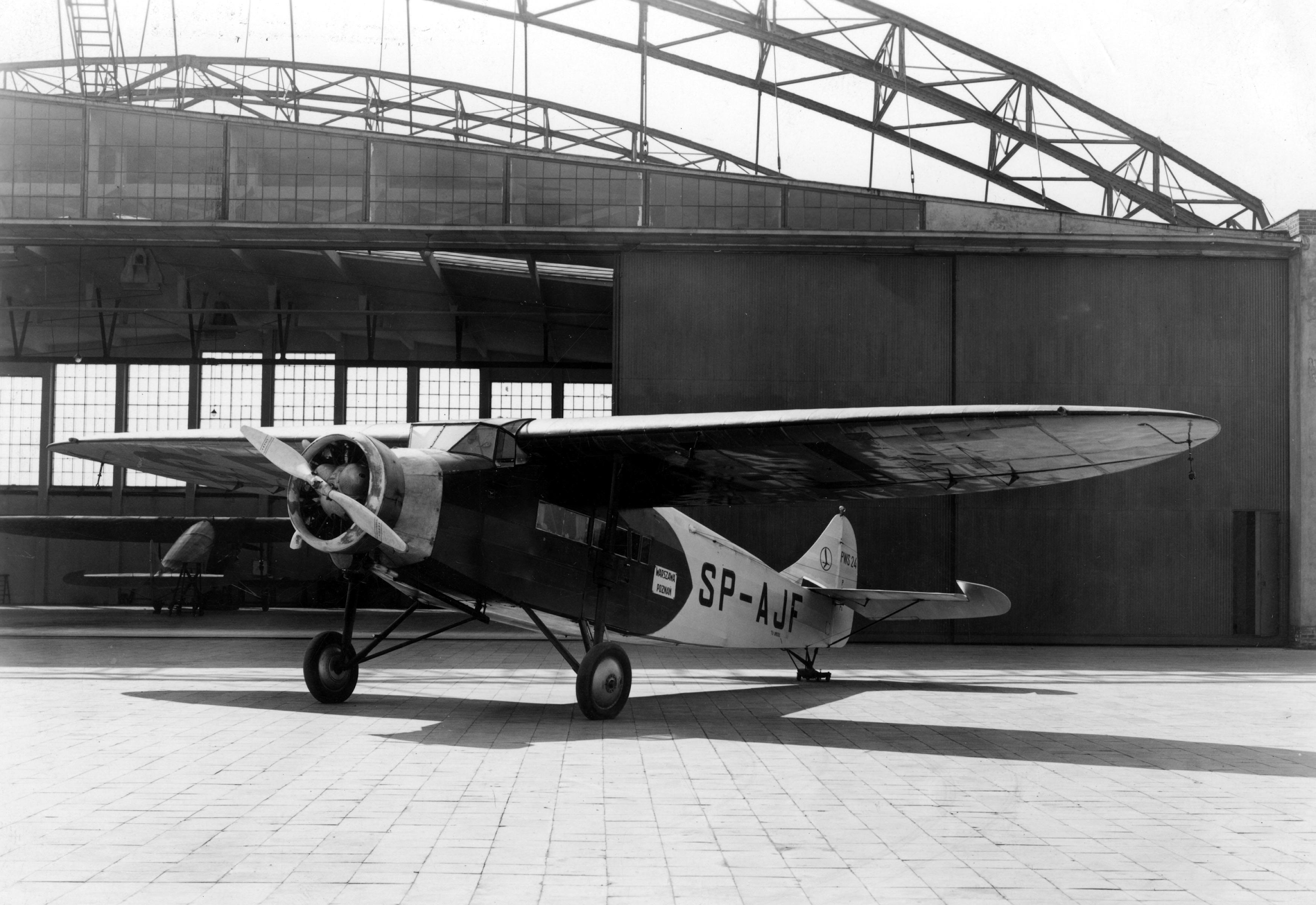
بي دبليو اس-24
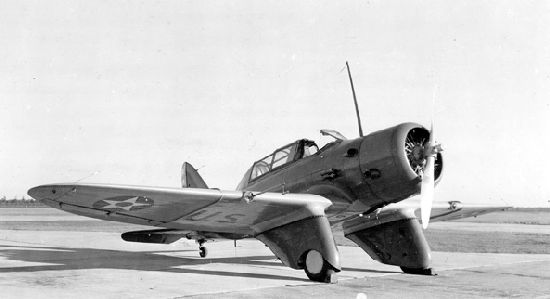
سيفرسكسي بي تي-8
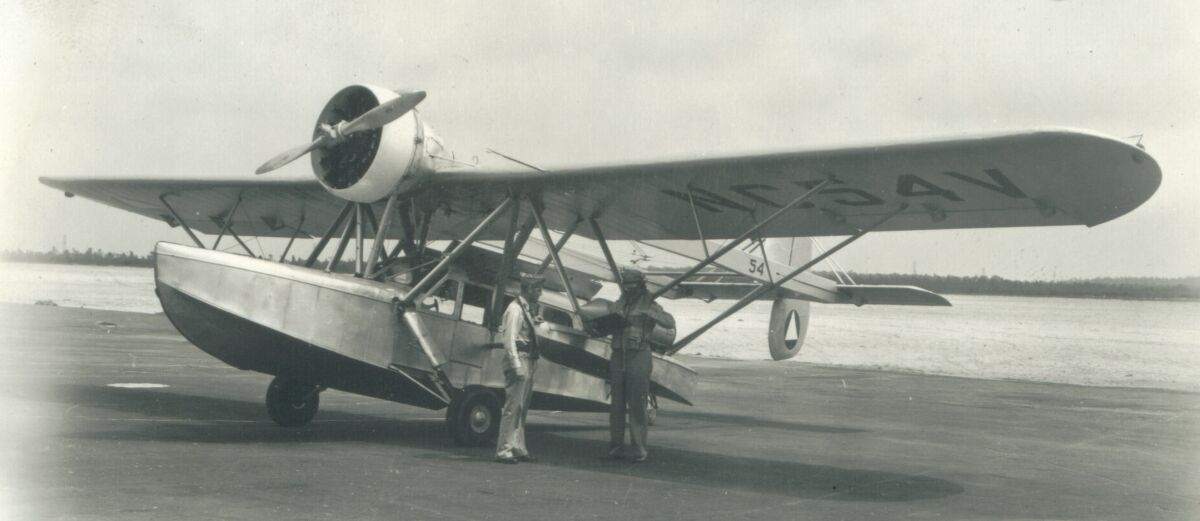
سيكورسكي اس-39
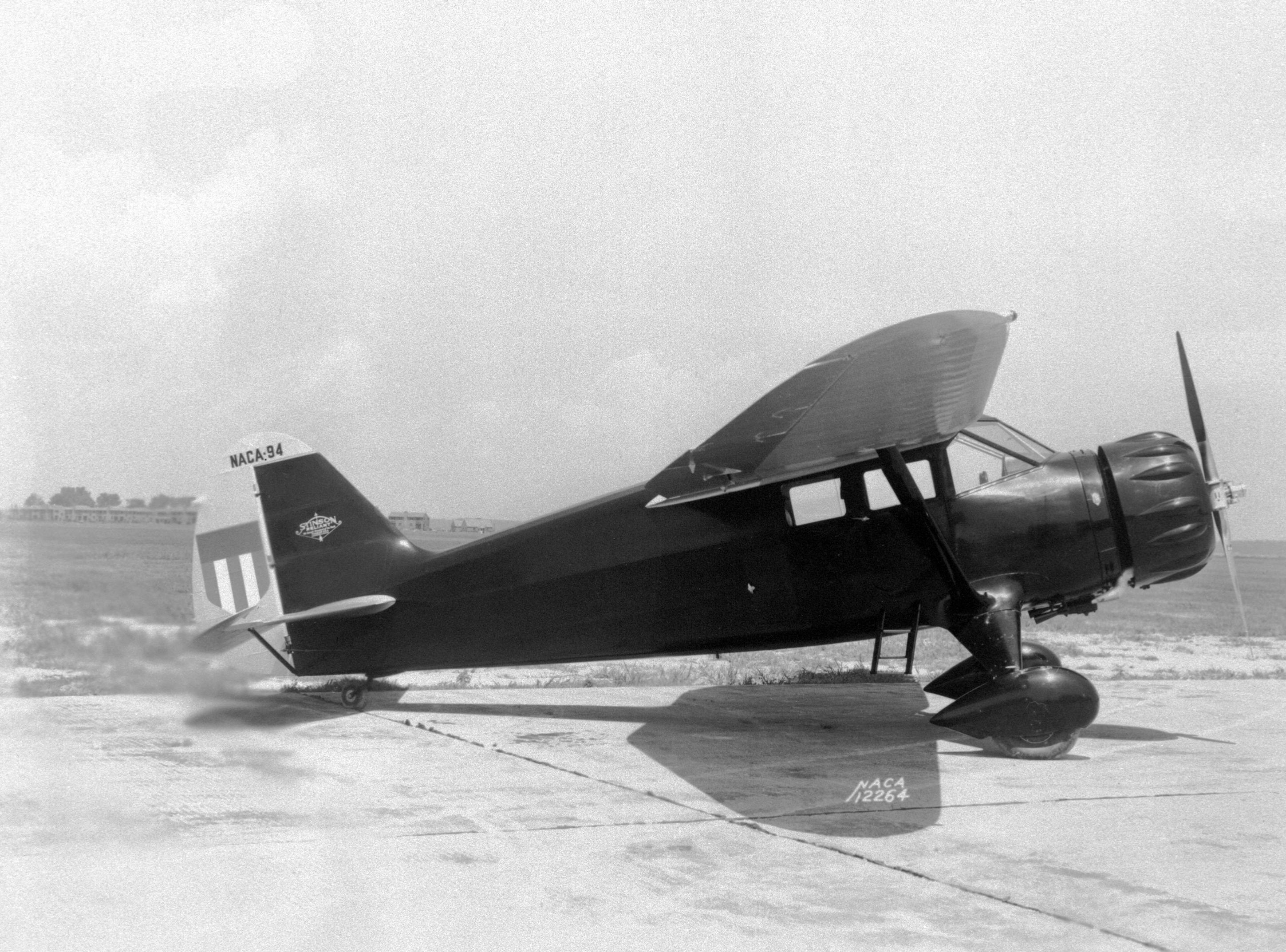
ستنسون ريلايانت
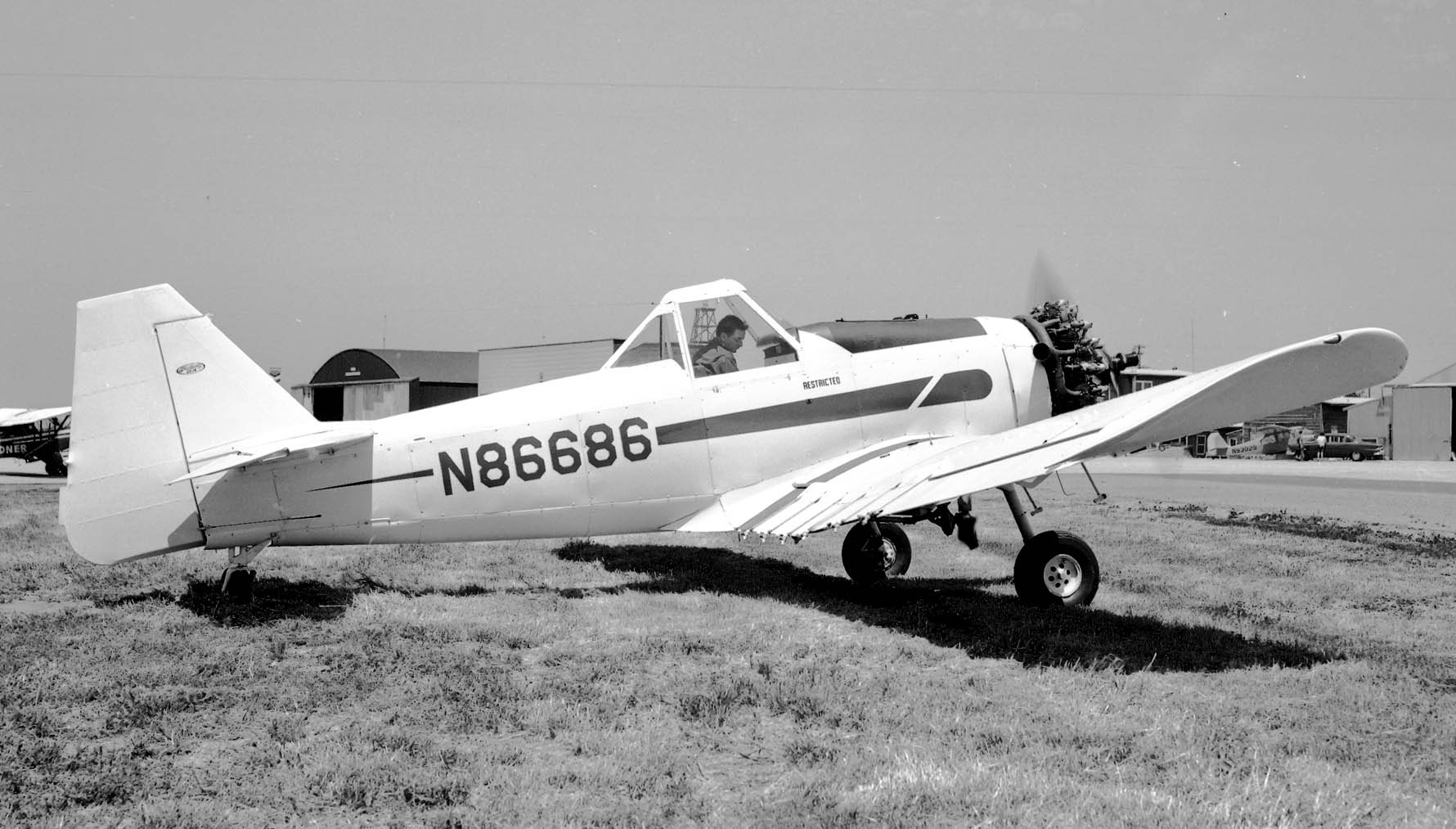
ويزرلي 201

## محركات معروضة

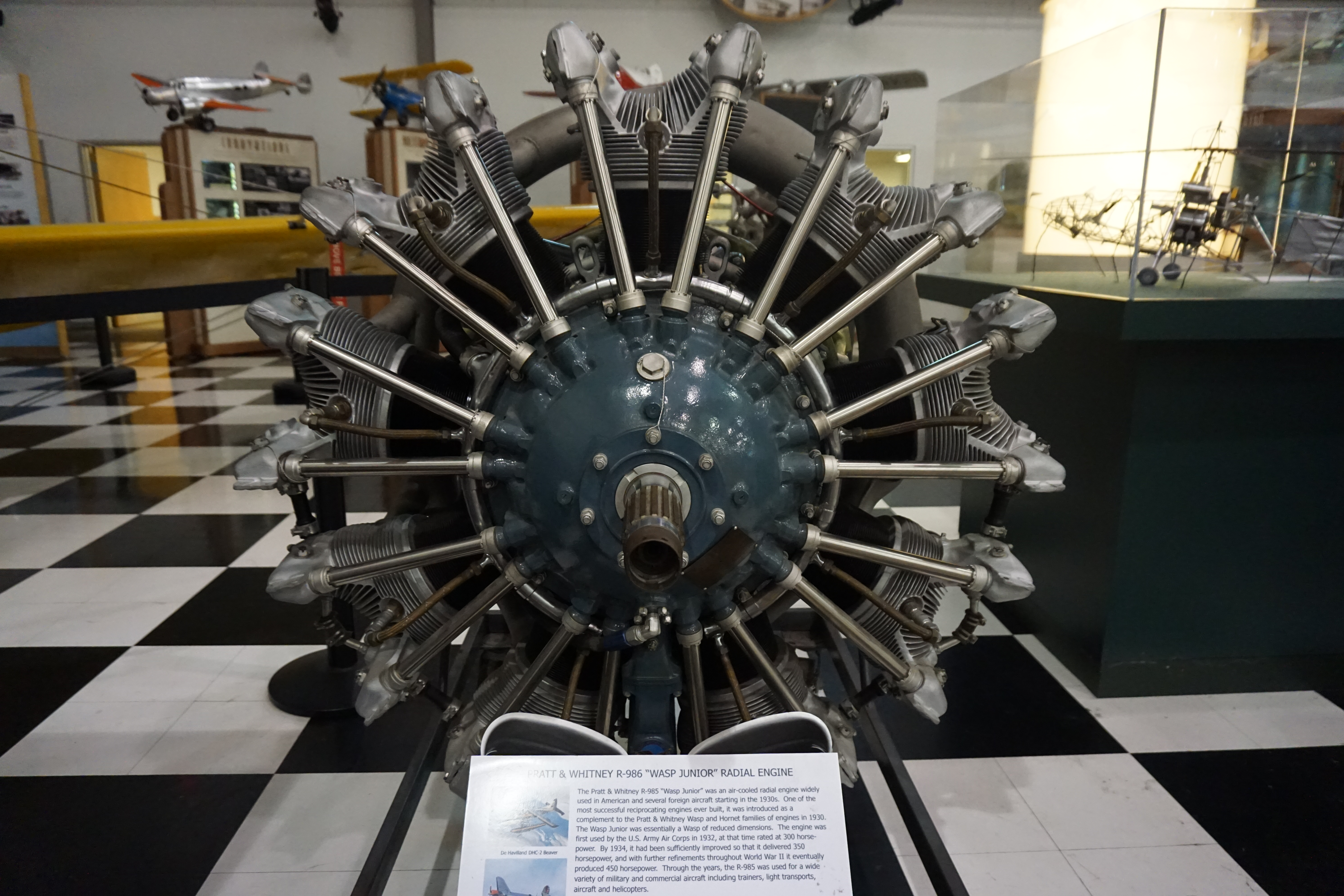
محرك برات آند ويتني آر-985 واسب جونيور معروض في متحف طيران فرونتيرس.

تُعرض محركات واسب جونيور للعامة في بعض المتاحف:
- مركز ستيفن إف أودفار هازي في متحف الطيران والفضاء الوطني بالقرب من مطار واشنطن دولس الدولي في فرجينيا: يُعرض به محرك مُقسم لقطاعات.[12]
- متحف أي ايه ايه ايرفينشر في أوشكوش.[13]
- متحف طيران هيل  [لغات أخرى]‏ بالقرب من أوجدن.[14][15]
- متحف الطيران  [لغات أخرى]‏ في سياتل في واشنطن.[16]
- المتحف القومي لطيران الأسطول بالقرب من بينساكولا في فلوريدا.[17]
- المتحف القومي للقوات الجوية الأمريكية بالقرب من دايتون.[18][19]
- متحف إنجلترا الجديدة الجوي  [لغات أخرى]‏ في ويندسور لوكس كونيكتيكت.[20]
- متحف بيما للطيران والفضاء  [لغات أخرى]‏ في توسون في أريزونا.[21][22]
- المتحف الجنوبي للطيران في برمنغهام في ألاباما.[23]
- المتحف الاستراتيجي للطيران والفضاء بالقرب من أشلاند في نبراسكا.
- متحف كندا للطيران والفضاء  [لغات أخرى]‏ في أوتاوا في أونتاريو.
- متحف كوسفورد لسلاح الجو الملكي، بالقرب من ولفرهامبتون في المملكة المتحدة.[24][25]
- متحف كوينزلاند الجوي  [لغات أخرى]‏ في كالوندرا في كوينزلاند.[26]
- متحف ولاية سينسيناتي.
- متحف القوات الجوية الجنوب أفريقية في ياستربلات في كاب تاون (يُعرض هناك محرك واسب جونيو بي 4).

## المواصفات (أر-985 واسب جونيور اس بي)

### مواصفات عامة
- النوع: محرك طائرة شعاعي مكون من 9 أسطوانات، ومزود بشاحن توربيني فائق، ويُبرد بالهواء.
- قطر الأسطوانة: 132 مم.
- الشوط: 132 مم.
- سعة المحرك: 16.14 لتر.
- الطول: 105.6 سم.
- القطر: 116.2 سم.
- الوزن الصافي: 240 كجم.

### المكونات
- سلسة صمامات: صمامان علويان لكل أسطوانة، يتم تحريكهم بواسطة أعمدة دفع.
- شاحن توربيني فائق: شاحن توربيني فائق طارد مركزي مرحلة واحدة وأحادي السرعة، طراز جنرال إليكتريك. يُدار بواسطة ترس، وتدور مروحته الدافعة عند سرعة تساوي 10 أضعاف سرعة دوران عمود المرفق.
- نوع الوقود: بنزين طيران ذو رقم أوكتان 80/87
- ترس تخفيضض السرعة: يتصل مباشرة مع عمود الدوران.

### الأداء
- القدرة الناتجة:
  - 400 حصان (298 كيلو وات) عند 2200 دورة/دقيقة عند ارتفاع يصل إلى 5000 قدم (1500 متر).
  - 450 حصان (336 كيلو وات) عند 2300 دورة/دقيقة عند الإقلاع.
- كثافة القدرة: 0.406 حصان/بوصة مكعبة (18.5 كيلو وات/لتر).
- نسبة الانضغاط: 1:6.85
- نسبة القدرة إلى الوزن: 0.625 حصان/باوند (1.03 كيلو وات/كجم).

| المحرك                | القدرة المستمرة                             | الارتفاع الحرج (أقصى ارتفاع يستطيع المحرك عنده تحقيق قدرته المستمرة كاملة، وفوق هذا الارتفاع تنخفض القدرة بزيادة الارتفاع كما يحدث مع محركات التنفس الطبيعي.) | القدرة أثناء الإقلاع                        | نسبة الانضغاط | نسبة ترس الشاحن التوربيني الفائق | رقم الأوكتان | الوزن الصافي |
| --------------------- | ------------------------------------------- | --- | ------------------------------------------- | ------------- | -------------------------------- | ------------ | ------------ |
| واسب جيه أر-ايه       | 330 حصان (224 كيلو وات) عند 2000 دورة/دقيقة | مستوى سطح البحر | 330 حصان (224 كيلو وات) عند 2000 دورة/دقيقة | 1:5.1         | 1:7.1                            | 68           | 256 كجم      |
| واسب جيه أر-تي بي     | 420 حصان (313 كيلو وات) عند 2200 دورة/دقيقة | مستوى سطح البحر | 440 حصان (328 كيلو وات) عند 2300 دورة/دقيقة | 1:6           | 1:8.1                            | 80           | 290 كجم      |
| واسب جيه أر-اس بي     | 400 حصان (298 كيلو وات) عند 2200 دورة/دقيقة | 5000 قدم (1500 متر) | 450 حصان (336 كيلو وات) عند 2300 دورة/دقيقة | 1:6           | 1:10.1                           | 87/80        | 290 كجم      |
| واسب جيه أر-تي 1 بي 2 | 450 حصان (336 كيلو وات) عند 2300 دورة/دقيقة | 1500 قدم (460 متر) | 450 حصان (336 كيلو وات) عند 2300 دورة/دقيقة | 1:6           | 1:10.1                           | 87/80        | 296 كجم      |
| واسب جيه أر-بي 4      | 450 حصان (336 كيلو وات) عند 2300 دورة/دقيقة | 2300 قدم (700 متر) | 450 حصان (336 كيلو وات) عند 2300 دورة/دقيقة | 1:6           | 1:10.1                           | 87/80        | 310 كجم      |
| واسب جيه أر-اس سي-جيه | 525 حصان (391 كيلو وات) عند 2700 دورة/دقيقة | 9500 قدم (2900 متر) | 600 حصان (447 كيلو وات) عند 2850 دورة/دقيقة | 1:6.7         | 1:10.1                           | 100          | 391 كجم      |

## مزيد من القراءة
- Gunston, Bill. World Encyclopedia of Aero Engines. Cambridge, England. Patrick Stephens Limited, 1989. ISBN 1-85260-163-9
- Pratt & Whitney (1956), Index of Wasp Jr. & R-985 Designated Engines (PDF), retrieved December 21, 2009. Available from the Aircraft Engine Historical Society's reference page.
- Tsygulev (1939). Aviacionnye motory voennykh vozdushnykh sil inostrannykh gosudarstv (Авиационные моторы военных воздушных сил иностранных государств) (in Russian). Moscow: Gosudarstvennoe voennoe izdatelstvo Narkomata Oborony Soyuza SSR.
- Wasp Jr. A: Type Certificate Data Sheet ATC 39, retrieved December 21, 2009.
- Wasp Jr. SB, T1B2, B4: Type Certificate Data Sheet E-123 نسخة محفوظة 4 فبراير 2017 على موقع واي باك مشين., retrieved December 21, 2009.
- Wasp Jr. TB: Type Certificate Data Sheet TC 85 نسخة محفوظة 4 فبراير 2017 على موقع واي باك مشين., retrieved January 7, 2010.
- Wasp Jr. military models: Type Certificate Data Sheet TC 5E-1 نسخة محفوظة 4 فبراير 2017 على موقع واي باك مشين., retrieved January 7, 2010

## روابط خارجية
- محرك برات آند ويتني آر-985